# Kandern
Kandern (alemannisch Chander oder auch Chandre) ist eine Kleinstadt im Landkreis Lörrach in Baden-Württemberg.

## Geografie

### Lage
Kandern liegt im Südwesten Deutschlands, am Fuße des Schwarzwaldes. Nördlich von Kandern stellt der Berg Blauen (auch Hochblauen) das Ende des Oberen Kandertals dar, hier liegt auch die Quelle der Kander. Unweit der Quelle führt der Lipplepass ins Kleine Wiesental nach Tegernau.
Durch Kandern führt die zwölfte Etappe des Westwegs, eines Fernwanderwegs von Pforzheim nach Basel, der vom Schwarzwaldverein gepflegt und betreut wird.

### Nachbargemeinden
Im Uhrzeigersinn (von Norden beginnend): Malsburg-Marzell, Steinen, Lörrach, Wittlingen, Rümmingen, Schallbach, Efringen-Kirchen, Bad Bellingen und Schliengen.

### Stadtgliederung
| Name                | Einwohner (31. Dez. 2023) | Fläche (in km2) | Urkundliche Ersterwähnung | Zugehörige Dörfer, Weiler und Höfe                                         |
| ------------------- | ------------------------- | --------------- | ------------------------- | -------------------------------------------------------------------------- |

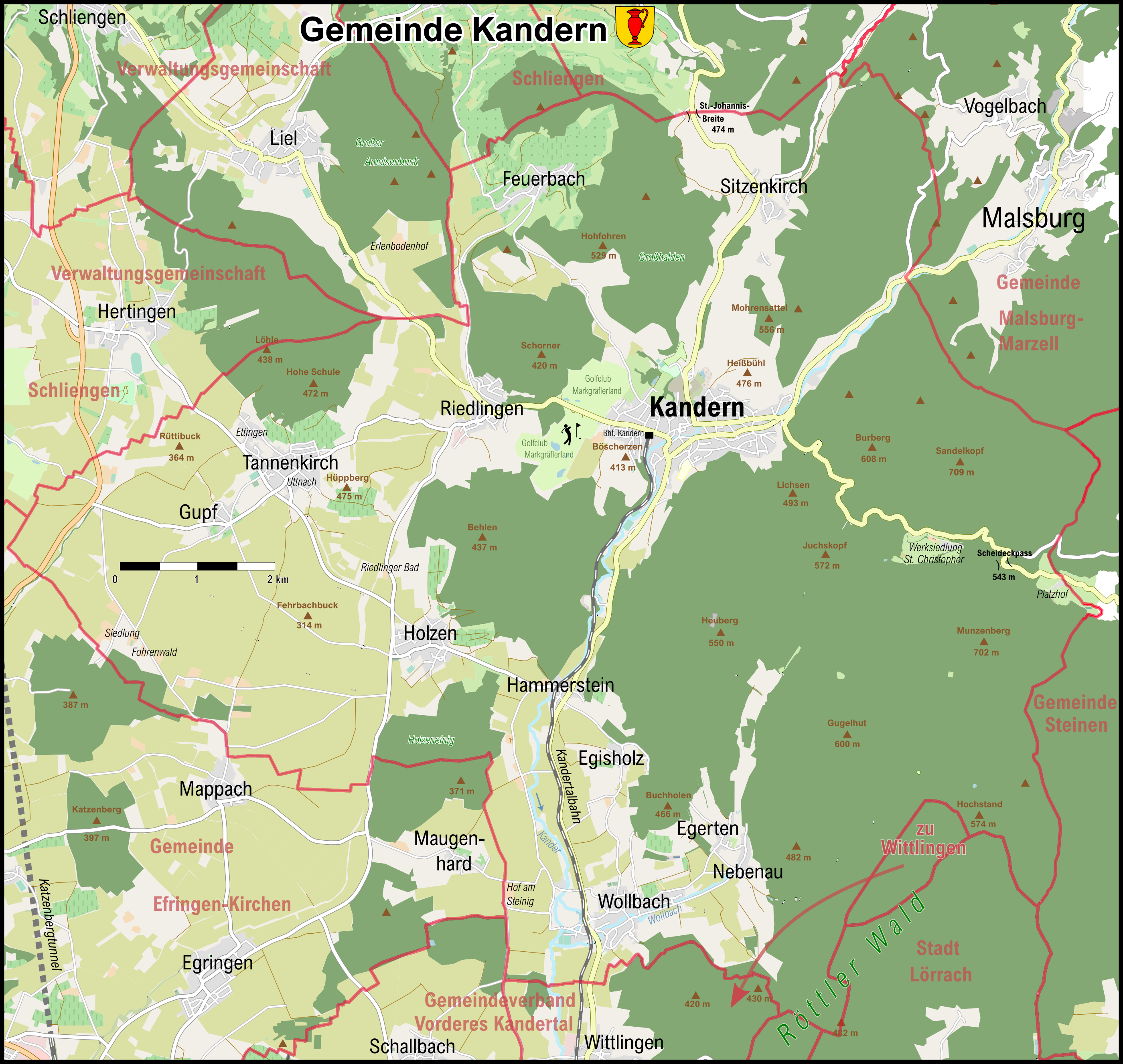
Karte der Gemeinde Kandern

| Kandern (Kernstadt) | 4350                      | 15,08           | 776 (Cancer)              | Bruckmatt; Glashüttenhof; Platzhof; Steinenkreuz                           |
| Feuerbach           | 352                       | 3,97            | 1275 (Fiurbach)           |                                                                            |
| Holzen              | 593                       | 7,23            | 1275 (Holzhain)           | Badhof                                                                     |
| Riedlingen          | 585                       | 6,0             | 1147 (Ruedlinghouen)      | Käppelebuck; Mühlehof; Riedlinger Bad                                      |
| Sitzenkirch         | 324                       | 3,85            | 1120 (Sitzenkirken)       | St.-Johannes-Breite; Wässerlehof                                           |
| Tannenkirch         | 978                       | 7,53            | 1179 (Tannenchilche)      | Uttnach; Ettingen; Gupf; Kaltenherberg; Siedlung Fohrenwald                |
| Wollbach            | 1356                      | 18,60           | 764/67 (Vvalapah)         | Egerten; Egisholz; Hammerstein; Nebenau; Bruckmühle; Hofmühle; Kaisergrube |
| Gesamt              | 8538                      | 62,27           | –                         |                                                                            |

Im Gebiet der Stadt werden 13 Wüstungen vermutet, die sich wie folgt auf die Gemarkungen verteilen: Kandern (fünf), Tannenkirch (drei), Wollbach (drei), Sitzenkirch und Riedlingen je eine.

## Geologie
Das Gemeindegebiet der Stadt Kandern umfasst unterschiedliche Naturräume. Im Nordosten greift es auf den südwestlichsten Teil des Grundgebirgsschwarzwaldes über. Südlich davon schließt sich das Rotliegend-Buntsandstein-Tafelland der Weitenauer Schwarzwaldvorberge an. Im Westen, nördlich einer Linie Hammerstein-Holzen-Hertingen befindet man sich in einem Jurabergland, südlich der genannten Linie im Markgräfler Tertiär-Löss-Hügelland
Zwei Verwerfungen sind für die Geologie des Gemeindegebietes von größerer Bedeutung. Das ist einmal die in Nord-Süd-Richtung von Badenweiler über Sehringen und Sitzenkirch her ziehende Schwarzwaldrand-Verwerfung, zum andern die von Osten her auf Kandern zielende Schwarzwaldsüdrand-Verwerfung. Sie treffen nahe der Einmündung der Waldeckstraße in die Hauptstraße aufeinander. Diese beiden Störungen grenzen die Südwestecke des Schwarzwaldes von dessen Vorbergzone ab.

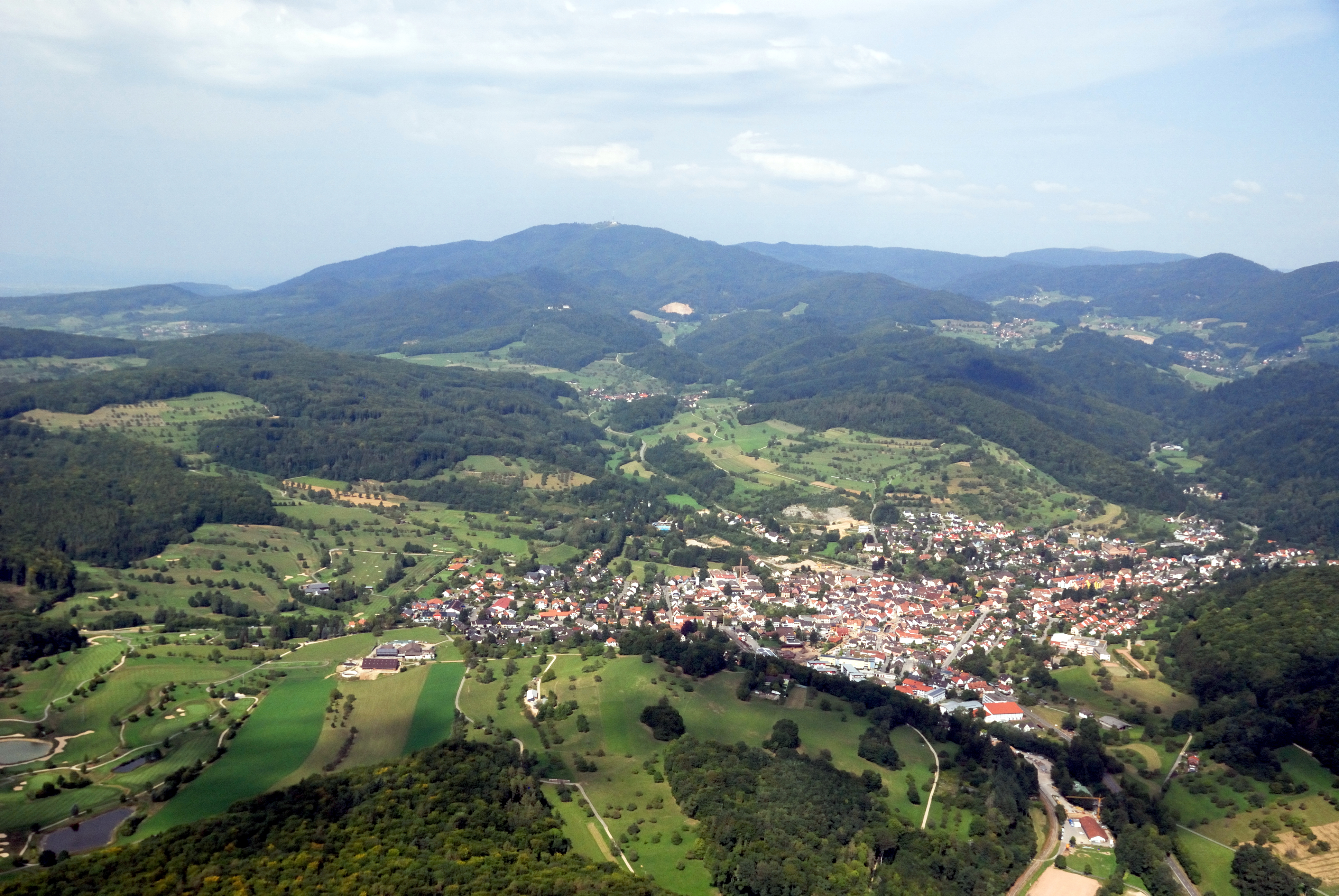
Kandern eingebettet im Kandertal, hinten im Hintergrund der Hochblauen

Im Schwarzwald-Gebiet der Kanderner Gemarkung sind zwei unterschiedlichen Granite vertreten: der Schlächtenhaus-Granit, ein Zweiglimmergranit und der Malsburggranit, ein mittel- bis grobkörniger Biotitgranit (Steinbrüche im oberen Kandertal und bei Tegernau). Es handelt sich um freigelegte Plutone der Karbonzeit.(Die neueste Karte des LGRB scheidet den Blauengranit nicht mehr aus.)
Westlich der Nord-Süd-verlaufenden Schwarzwaldrand-Verwerfung liegt ein hauptsächlich aus Gesteinen des Mitteljura (Dogger) aufgebautes Bergland. Gaishalde, Hohfohren, Schorner und Schornerbuck, auch die Rüttenen über Feuerbach sind aus den Mitteljurakalken des bis zu 80 m mächtigen Hauptrogensteins aufgebaut, die im alten Steinbruch am Riedlinger Schnittenberg zu sehen sind. Die Hauptrogensteintafeltafel ist an zahlreichen Verwerfungen zerbrochen und durch Täler und Tälchen zergliedert. Auch der Untergrund des im Osten unmittelbar an den Schwarzwaldgranit grenzenden Geländes vom Heißbühl bis Sitzenkirch besteht hauptsächlich aus Mitteljuraschichten.
Diese Vorberge des Schwarzwaldes sind Schollen des Deckgebirges, das einst auch das Gebiet des Schwarzwaldes bedeckte, dort aber weitgehend von der Abtragung abgeräumt wurde. Bei der Rheingrabenbildung (Eozän-Oligozän) bzw. dem Aufsteigen des Schwarzwaldes wurden diese Juraschollen zu Randschollen des Rheingrabens. In ihrer Tieflage waren sie vor den erosiven Kräften besser geschützt als die Sedimente über dem seit der späten Tertiärzeit (Pliozän) verstärkt aufsteigenden Schwarzwald.
Südlich der Schwarzwaldsüdrandverwerfung bezieht das Gemeindegebiet neben dem höchsten Teil des Munzenbergs (702 m) auch den Gugelhut und den Günglert mit ein. Auch hier, im Weitenauer Bergland sind wir im Bereich der Schwarzwaldvorberge. Es stehen aber hier viel ältere Schichten an – Buntsandstein und die schon im Erdaltertum entstandenen Sedimente des Zechsteins und des Rotliegend. Da diese Vorbergschollen höher lagerten als die Juraschollen unserer Gemarkung, hat hier die Abtragung nicht nur die Juradecke, sondern auch Keuper und Muschelkalk bereits entfernt. Die Munzenberg-Buntsandsteintafel steigt leicht zum Schwarzwald hin an. Ihre nach N gerichtete Stufenstirn erreicht eine Höhe von 700 m über NHN. Die den Sockel der Tafel bildenden Rotliegend- und Zechsteinschichten (genauer der Weitenau- und Wiesental--Formation) treten auf der Kanderner Gemarkung südlich der Schwarzwaldsüdrandverwerfung vom Juchskopf über den Roten Rain bis zur Scheideck und zum Platzhof in Erscheinung. Es handelt sich hauptsächlich um rotbraune feldspatreiche Sandsteine und Tone.

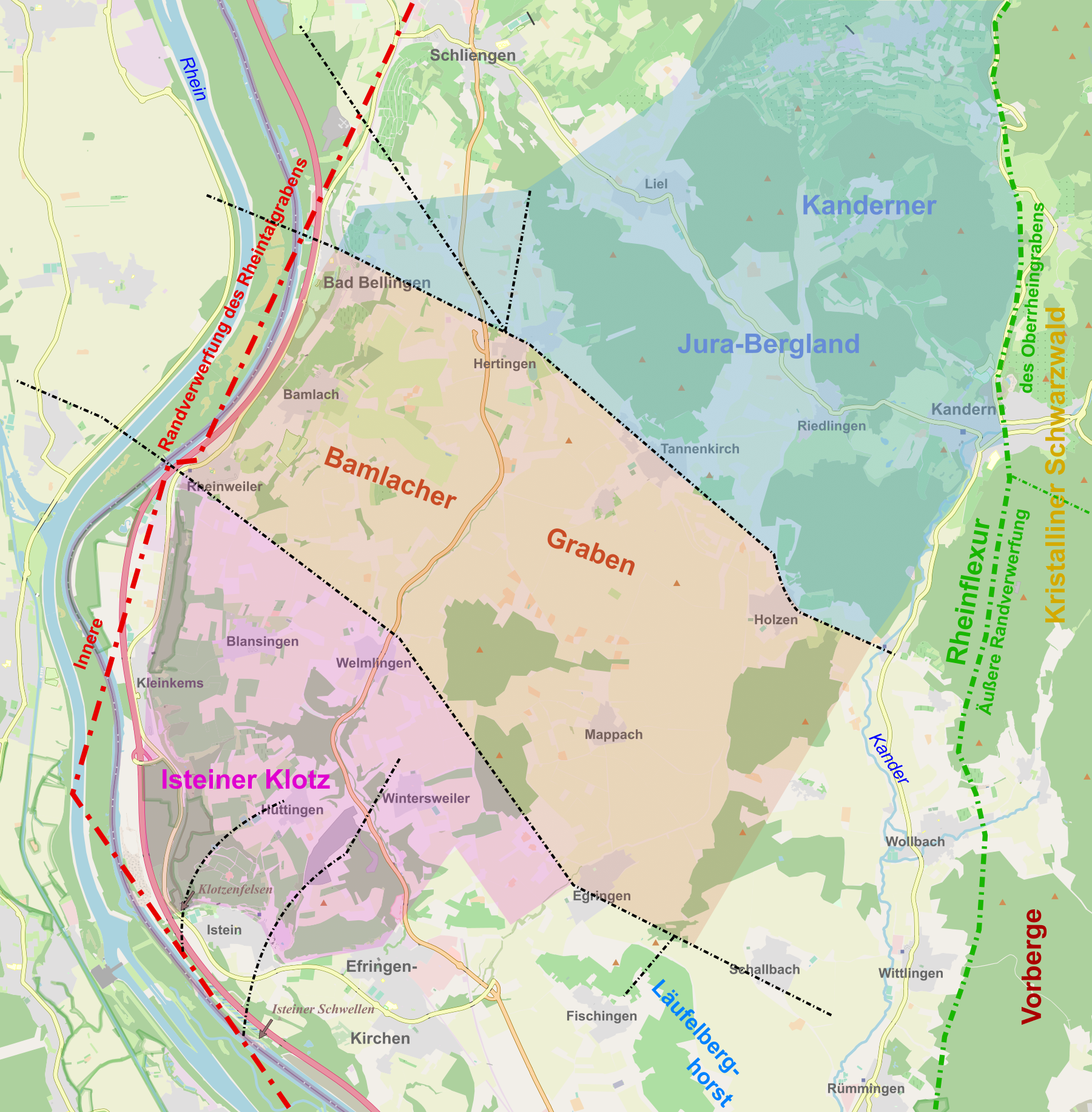
Kandern in seiner geologischen Umgebung

Südlich Kandern findet die Schwarzwaldrandverwerfung eine Fortsetzung in der Rheintalflexur. Hier sind die Schollen des Markgräfler Tertiärhügellandes gegen die der Schopfheimer Bucht (Weitenauer Vorberge und Dinkelberg) nicht durch eine Verwerfung abgesetzt, sondern durch eine Abbiegezone, bei der die Schichten des Weitenauer Berglandes nach Westen in die Tiefe abtauchen. (zu sehen im Muschelkalksteinbruch östlich Nebenau!) Verstärkt wird dieses Abtauchen durch Längsverwerfungen innerhalb der Flexurzone.
Westlich der Rheintalflexur setzt sich das Jurabergland noch weiter nach Süden bis zur Linie Hammerstein-Holzen-Hertingen fort. Hier sind es aber die Kalke und Mergel des Oberjura (Oxford/Rauracium), die dominierend den Untergrund bilden. Es sind dies die (frisch gebrochen) hellen Gesteine, die im Steinbruch beim Christianswuhr aber auch am Isteiner Klotz zu sehen sind. Schon Hinterm Böscherzen erscheinen die Korallenkalke des Oberjura und in der Wolfsschlucht zeigen sie sich in pittoresken Felsgebilden – Resultat früher Verkarstung. An den Hängen des Feuerbachtales zwischen Riedlingen und Riedlinger Bad und am Böscherzen werden die Korallenkalktafeln von Behlen und Hoher Schule allerdings noch unterlagert von Mitteljuraschichten. Es sind dies in erster Linie die in einem Flachmeer entstandenen grauen Tone und Mergel der Kandern-Formation.
Der 550 Meter hohe Heuberg, der sich über dem Wollbachtal noch als eine Mitteljurascholle (hauptsächlich Hauptrogenstein) zu erkennen gibt, ist großflächig mit Hangschutt bedeckt, in dem sich hangabwärts gewanderte Gerölle (Fließerde) aus dem Älteren Eiszeitalter befinden. In der Heuberg-Tongrube ist eine noch ältere, vermutlich pliozäne Schotterdecke eines früheren Flusssystems aufgeschlossen. Noch älter ist die Kappe von Küstenkonglomeraten und Tonen auf dem Heißbühl (eozän/oligozän). Ebenfalls in der Tertiärzeit oder schon früher entstanden die Tuffschlote bei Feuerbach (Gewanne Holen und Obere Rindlen). Auf dem Behlen und der Hohen Schule erinnern aufgelassene Erzgruben an das Vorkommen eozäner Bohnerze. Diese sind als Konkretionen bei der Verwitterung eisenhaltiger Gesteine entstanden und, in Bohnerztone eingebettet, über dem Korallenkalk und in dessen Karsthohlräumen erhalten geblieben.
Der für die Tonwerke wichtige Opalinuston wurde lange Zeit bei Sankt Johannis Breite abgebaut. Die aufgelassene Tongrube (Tongrube Ost) am Nordrande von Kandern lieferte Tone aus dem obersten Mitteljura (Callov) und dem unteren Oberjura (Oxford).
An einer von Bad Bellingen über Hertingen-Tannenkirch, Hammerstein, Egisholz ziehenden Verwerfung wurden die um Kandern anstehenden Jurakalke in die Tiefe, in den NW-SO verlaufenden Bamlacher Graben, versenkt. So ändert sich die Landschaft südlich der Verwerfung deutlich. Hier breitet sich um Mappach, Maugenhard, Schallbach ein sanftwelliges, nur wenig bewaldetes Hügelland aus, in dem eine dicke Löss-(Lehm-)decke den tieferen Untergrund verschleiert. Spärliche Einblicke in den tertiären Untergrund enthüllen oligozäne (Rupel-/Chatt-)Sedimente: Es handelt sich um Melettaschichten (Froidefontaine-Formation), graue, tonige Flachmeersedimente, entstanden, als das Meer in den Oberrheingraben vordrang, und die darüber abgelagerte Elsässer (Brack- und Süßwasser-)Molasse. Diese zeugt vom Rückzug des Meeres (Aufschluss am Fischinger Läufelberg).
Löss wurde in den pleistozänen Kaltzeiten aus den vegetationslosen Schotterfeldern des Rheines verweht und in den benachbarten Gebieten deponiert. Der fruchtbare Löss wird verwittert zu weniger fruchtbarem, weniger wasserdurchlässigem Lösslehm. Im Bamlacher Graben dominiert der Löss, im Jurabergland dagegen der Lösslehm.

## Geschichte
Archäologische Funde zeigen, dass das Gebiet des heutigen Kandern bereits in vorgeschichtlicher, keltischer und römischer Zeit besiedelt war. Vermutlich waren es die Tonvorkommen, welche den Ort schon damals für eine Siedlung attraktiv machten. Der Name Kandern ist eine germanische Bildung und bedeutet an der Kander liegend. Der Name der Kander selbst – des Flusses, der Kandern durchfließt – stammt vom keltischen kander für glänzend.

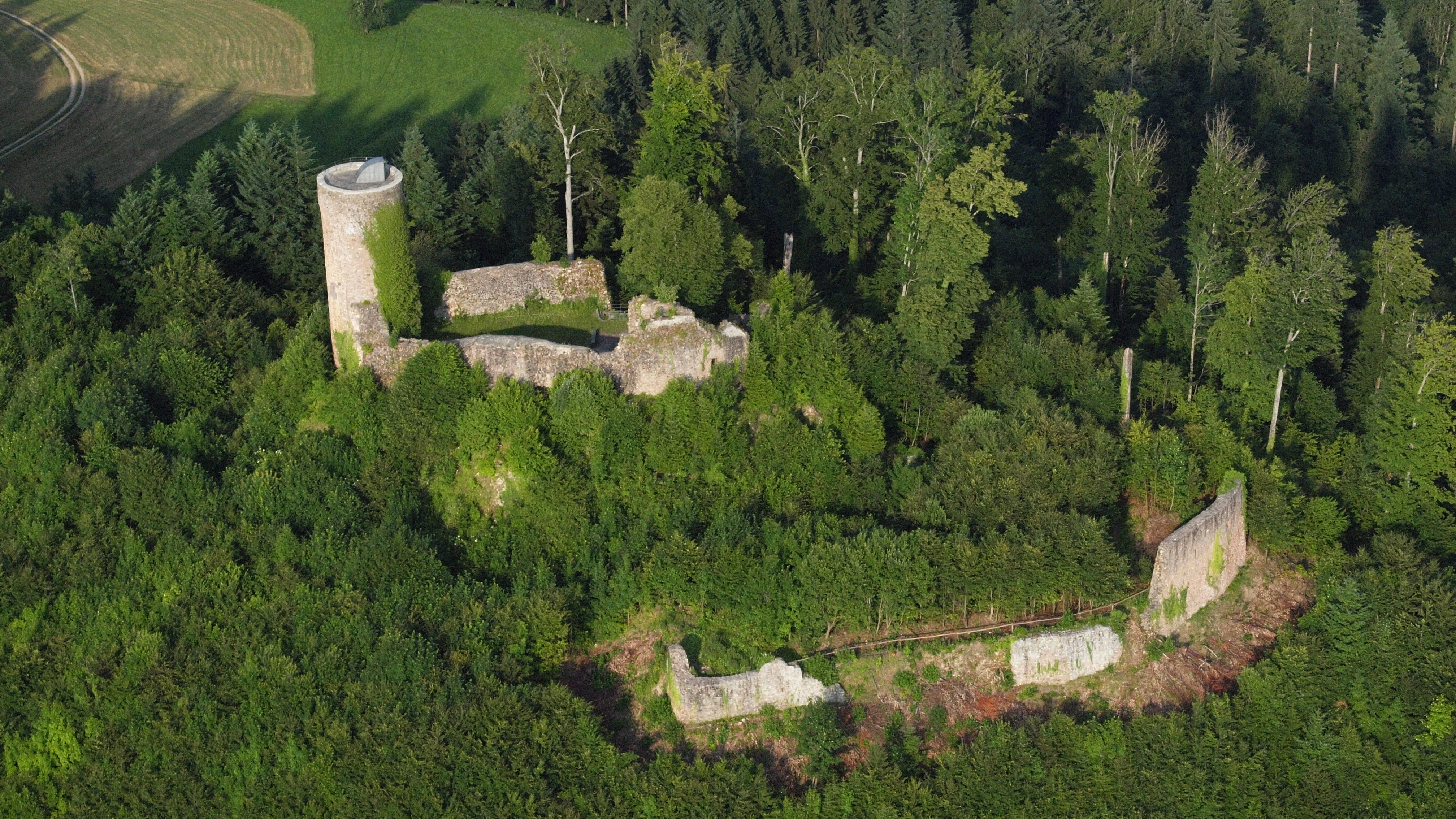
Die Sausenburg aus nordwestlicher Richtung

Die älteste bekannte schriftliche Erwähnung als Cancer erfolgte am 5. Dezember 776 in einer Urkunde des Lorscher Codex anlässlich der Schenkung einer Lantsuint und deren Söhnen Richbert und Zenzo an das Kloster Lorsch. Auch in weiteren Urkunden des Codex wird Kandern genannt. Die Annalen des Klosters halten zur gleichen Zeit Eisenlieferungen aus Kandern fest, die demnach bereits im 8. Jahrhundert Bedeutung für Kandern gehabt haben. Eisenabbau und -verarbeitung prägten den Ort das ganze Mittelalter und gewährleisteten einen gewissen Wohlstand und begrenzte Freiheit.
Kandern wuchs aus ursprünglich drei Ortschaften zusammen:
- Kandern, im Bereich der evangelischen Kirche gelegen,
- Minder-Kandern im Tal des Lippisbaches, etwa beim heutigen Schwimmbad, und
- einer Siedlung im flachen Talgrund der Kander bei der Papiermühle.

Mehrere Klöster hatten auf der Gemarkung Besitzungen und bestimmten so Kanderns frühe Geschichte. Zentral war dabei das Kloster St. Gallen in der heutigen Schweiz, das als mächtige Reichsabtei im frühen Mittelalter große Besitzungen in der Region erwarb. Durch die Niederlage im Investiturstreit geschwächt, musste das Kloster St. Gallen seine Besitzungen an andere Klöster aus der Region abtreten, unter anderem das Basler Kloster St. Alban.
Nachdem die Markgrafen von Hachberg-Sausenberg 1316 mit dem Erbe der Edelfreien von Rötteln auch deren Vogteirechte über die Besitzungen des Klosters St. Alban übernahmen, konnte dieses Geschlecht, das 1232 den nahen Sausenberg vom Kloster St. Blasien im Tausch erhielt und dort bis spätestens 1246 die Sausenburg errichtete, seinen Einfluss auf Kandern verstärken. Anfang des 16. Jahrhunderts verfügten die Markgrafen dann über fast alle örtlichen Rechte.
Kandern wurde Hauptort der Landgrafschaft Sausenberg, die 1503 von den Markgrafen von Hachberg-Sausenberg an die Markgrafen von Baden kam und im weiteren Verlauf der Geschichte das Schicksal der Markgrafschaft Baden-Durlach und dessen Oberamt Rötteln teilte.
Im Deutschen Bauernkrieg von 1525 erhoben die Führer der Markgräfler Bauern am 17. April 1525 in Kandern gegenüber Markgraf Ernst ihre Forderungen in gemäßigter Form. Zu den Bauernführern des Markgräfler Haufens gehörten Hans Hammerstein von Feuerbach (oberster Hauptmann), Martin Nef von Kandern und Moritz Nithart von Wollbach. Nachdem die Verhandlungen zu keinem wirklichen Fortschritt geführt hatten, übernahm die Markgräfler Bauernschaft am 2. Mai die Zwölf Artikel der schwäbischen Bauern und stürmten am 3. Mai das Kloster Sitzenkirch und am 15. Mai wurde auch die Sausenburg von den Bauern besetzt. Die Niederschlagung des Aufstandes in Schwaben und im Elsass bewirkte auch den Rückzug der Markgräfler, die in den nachfolgenden Verhandlungen einerseits Schadenersatzzahlungen zugestehen mussten, aber andererseits musste auch der Markgraf eine Reihe von Forderungen der Bauern erfüllen.
In der Schlacht bei Schliengen am 24. Oktober 1796 erstreckten sich die Kämpfe bis nach Kandern, das abends von österreichischen Truppen unter General Nauendorf eingenommen wurde.

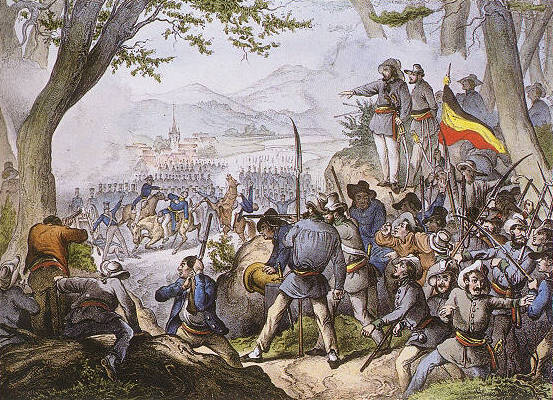
Tod des Generals Friedrich von Gagern im Gefecht bei Kandern 1848

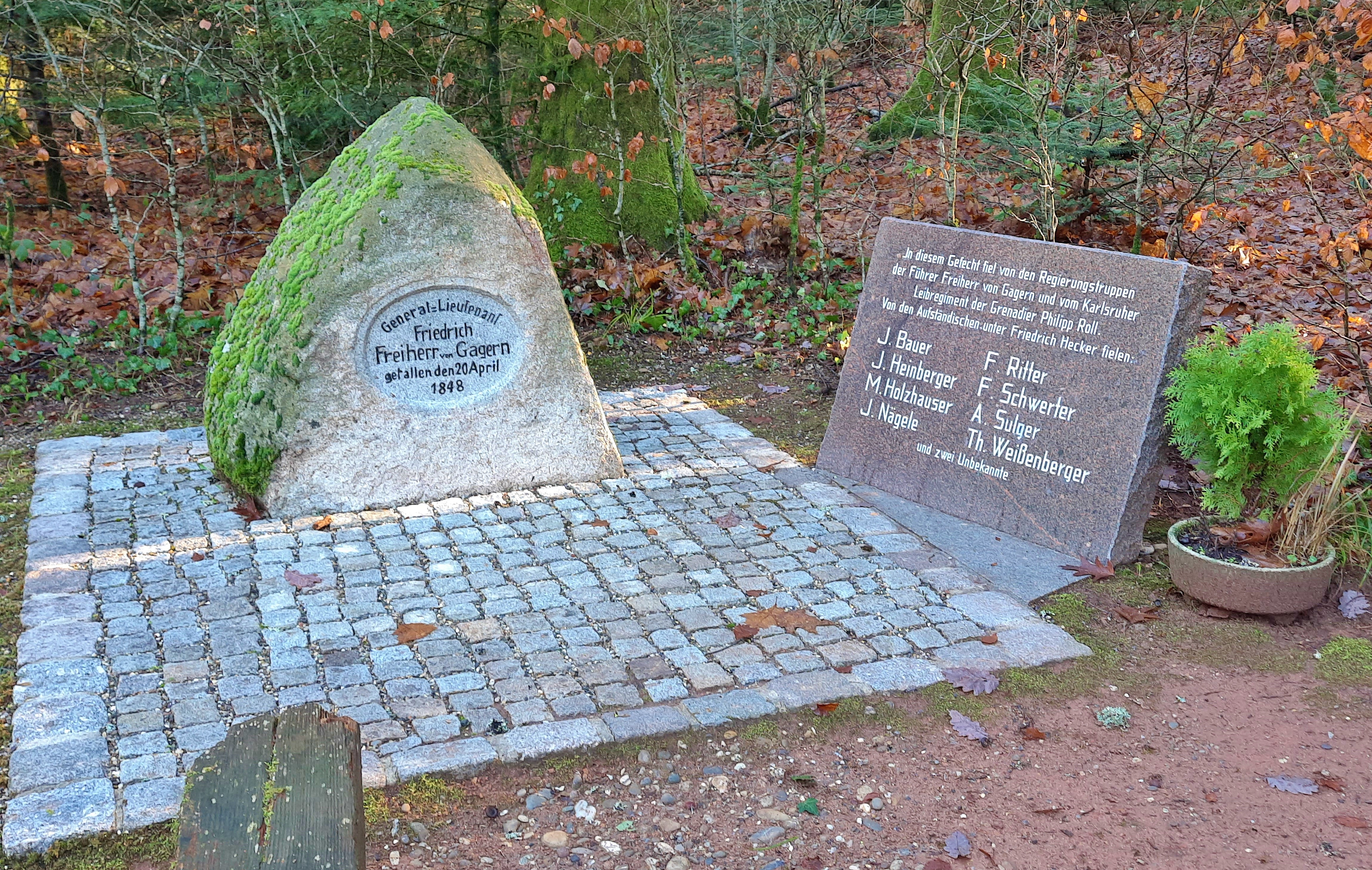
Gedenkstein für die auf der Scheideck Gefallenen nach der Renovierung 2023.

Seit 1802 wurden in Kandern verschiedene Märkte abgehalten. Besonders bekannt wurde der Kandermer „Rossmärt“, ein Pferdemarkt, der, verbunden mit reitsportlichen Veranstaltungen, über die engere Umgebung hinaus bekannt wurde. 1810 wurde der Stadt vom badischen Großherzog das Stadtrecht verliehen, obwohl der Ort damals nur wenig mehr als 1300 Einwohner hatte. Zudem wurde die Stadt Sitz eines Bezirksamtes, das allerdings schon 1819 wieder aufgelöst wurde.
1848 fand auf dem Scheideckpass bei Kandern ein Gefecht zwischen badischen Revolutionären unter Friedrich Hecker und Truppen des Deutschen Bundes unter Friedrich von Gagern statt, in dessen Verlauf von Gagern getötet, die Revolutionäre jedoch geschlagen wurden (siehe Gefecht auf der Scheideck). 1849 kam es im Zuge konterrevolutionärer Aktivitäten zum Gefecht bei Riedlingen.

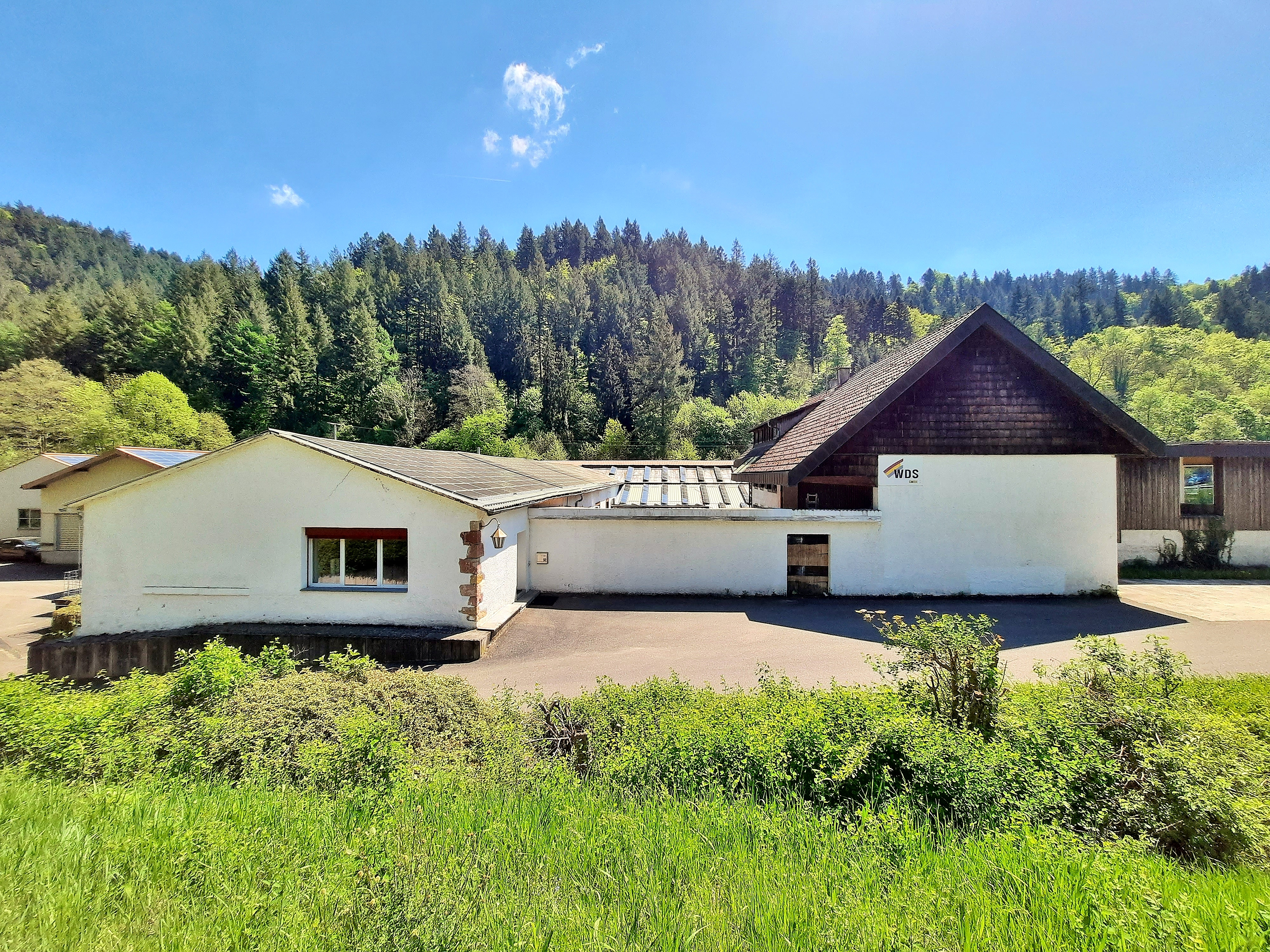
Gewerbeareal in Kandern-Steinkreuz das 1944 für die Fertigung von Ultrazentrifugen zur Uran-Anreicherung vorgesehen war.

Während des Zweiten Weltkriegs versuchte das Nationalsozialistische Regime mit dem Uranprojekt eine Atombombe zu entwickeln. Daran waren auch die Wissenschaftler Paul Harteck und Konrad Beyerle beteiligt. Beyerle 
entwickelte für die in Kiel ansässige Anschütz GmbH Ultrazentrifugen zur Uran-Anreicherung. Die Anlagen in Kiel wurden im Juli 1944 durch alliierte Luftangriffe zerstört und Beyerle forschte in Freiburg im Breisgau. Für die Fertigung der Zentrifugen wurde ein sicherer Standort im Großraum Freiburg gesucht, wobei das Gewerbegebiet im Kanderner Gewann Steinkreuz vorgesehen wurde. Hier stand eine Fabrikhalle mit 1230 Quadratmetern Fläche und einer Laufkatze zur Verfügung. Aufgrund des Kriegsverlaufs an der Westfront wurde dieser Plan aber nicht mehr realisiert, sondern stattdessen der Standort Celle in Niedersachsen gewählt. Heute wird die Halle in Kandern zur Fertigung hochwertiger Druckfarben genutzt.
Bis 1972 gehörte Kandern zum Landkreis Müllheim und kam nach dessen Auflösung zum Landkreis Lörrach. Die heutige Stadt wurde am 1. März 1974 durch Vereinigung der Stadt Kandern mit den bis dahin selbstständigen Gemeinden Feuerbach, Holzen, Riedlingen, Sitzenkirch, Tannenkirch und Wollbach neu gebildet.

## Religion
Im Zuge der Reformation im Markgräflerland wurde in Kandern – wie in der gesamten Markgrafschaft Baden-Durlach – 1556 die Reformation durchgeführt. Seither ist die Stadt überwiegend evangelisch geprägt. Zeitweise war Kandern Sitz eines eigenen Dekanats. Die evangelische Kirchengemeinde Kandern gehört seit 2017 zum Distrikt Oberes Kandertal der Evangelischen Landeskirche in Baden. Die römisch-katholische Pfarrei gehört zur Seelsorgeeinheit Kandern-Istein im Dekanat Wiesental der Erzdiözese Freiburg. Neben den großen Landeskirchen gibt es die Freie evangelische Gemeinde Kandern die zum Bund Freier evangelischer Gemeinden in Deutschland gehört und die Black Forest Christian Fellowship.

### Die Kirchen der Ortsteile

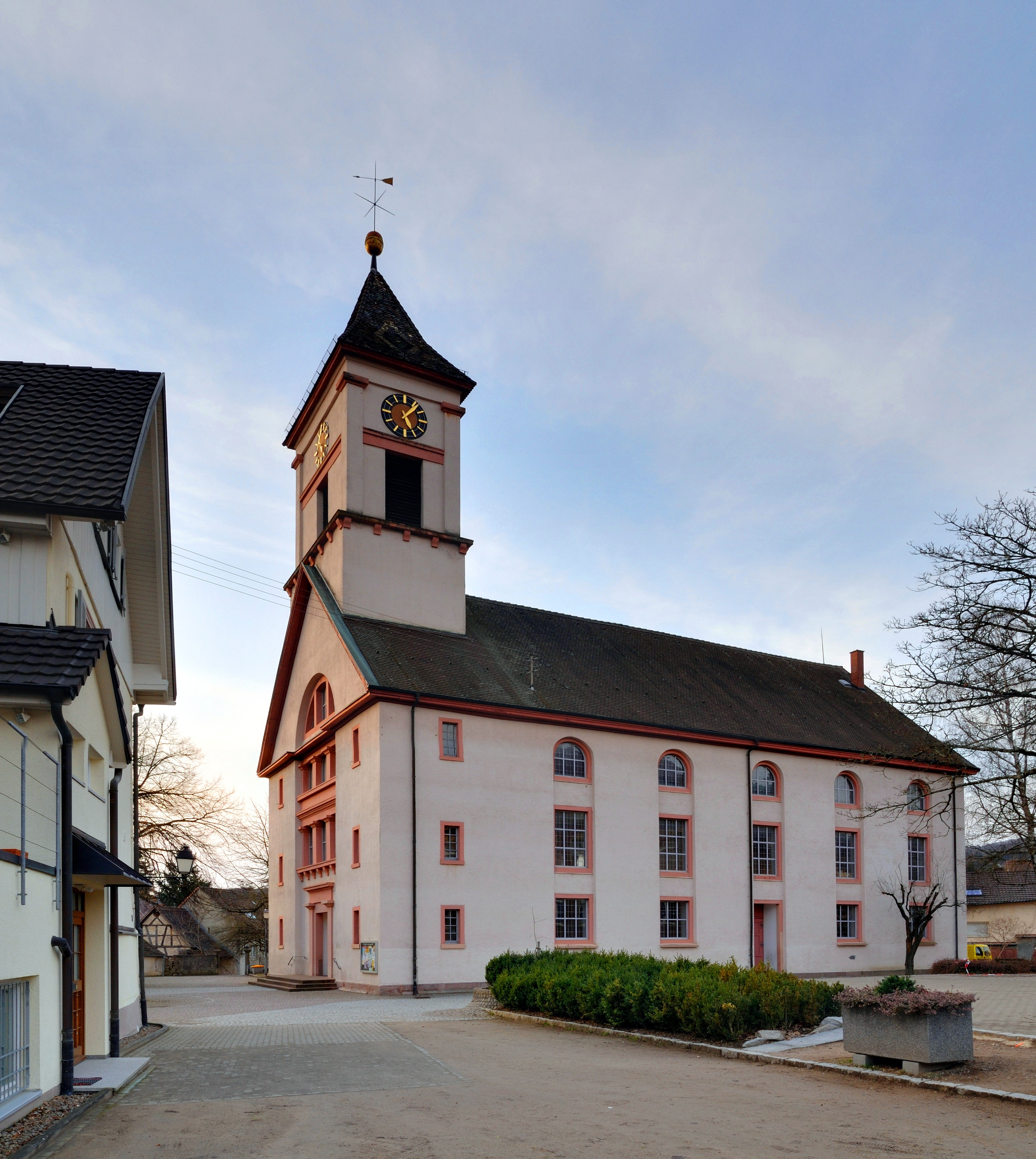
Evangelische Kirche in Kandern
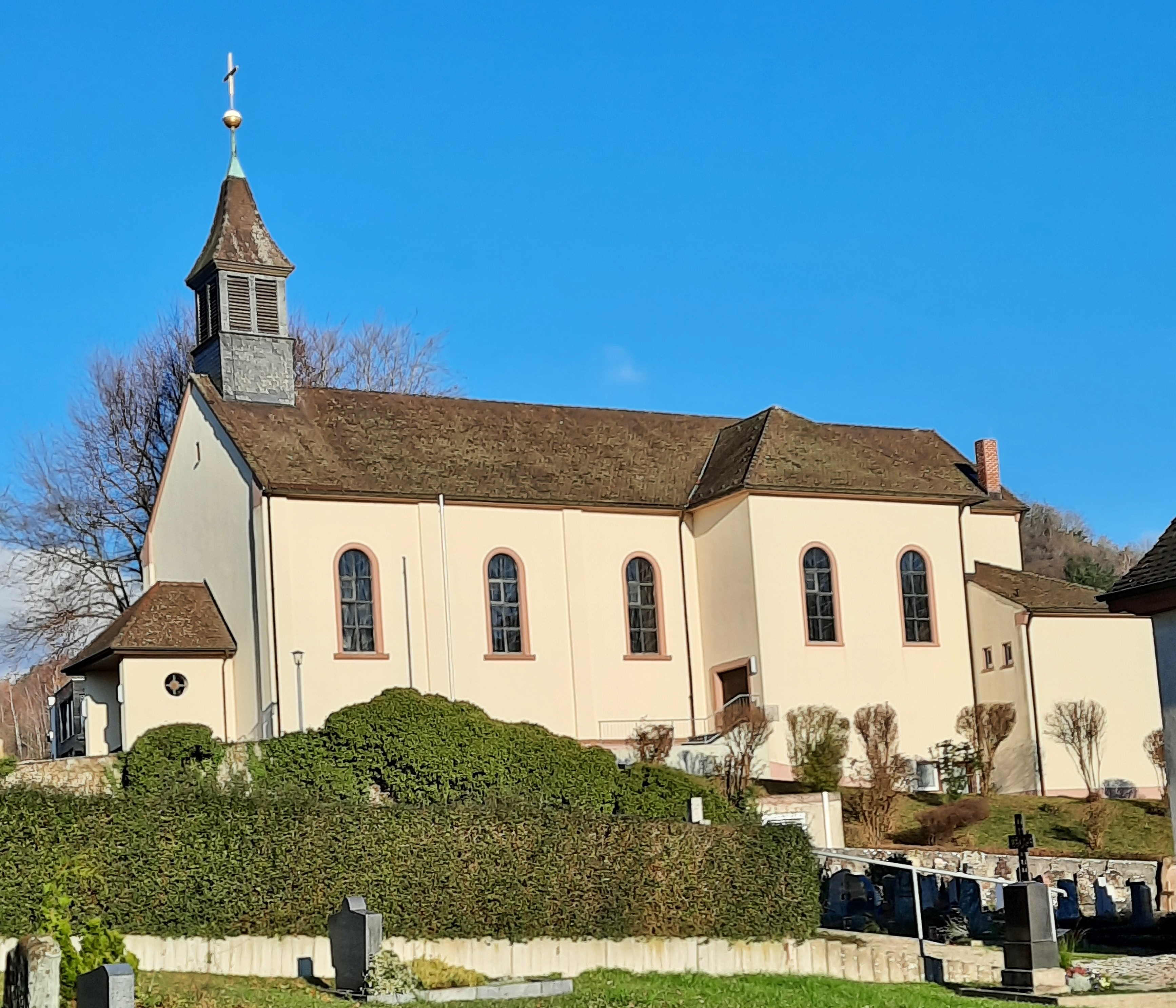
Katholische Kirche St. Franz von Sales in Kandern
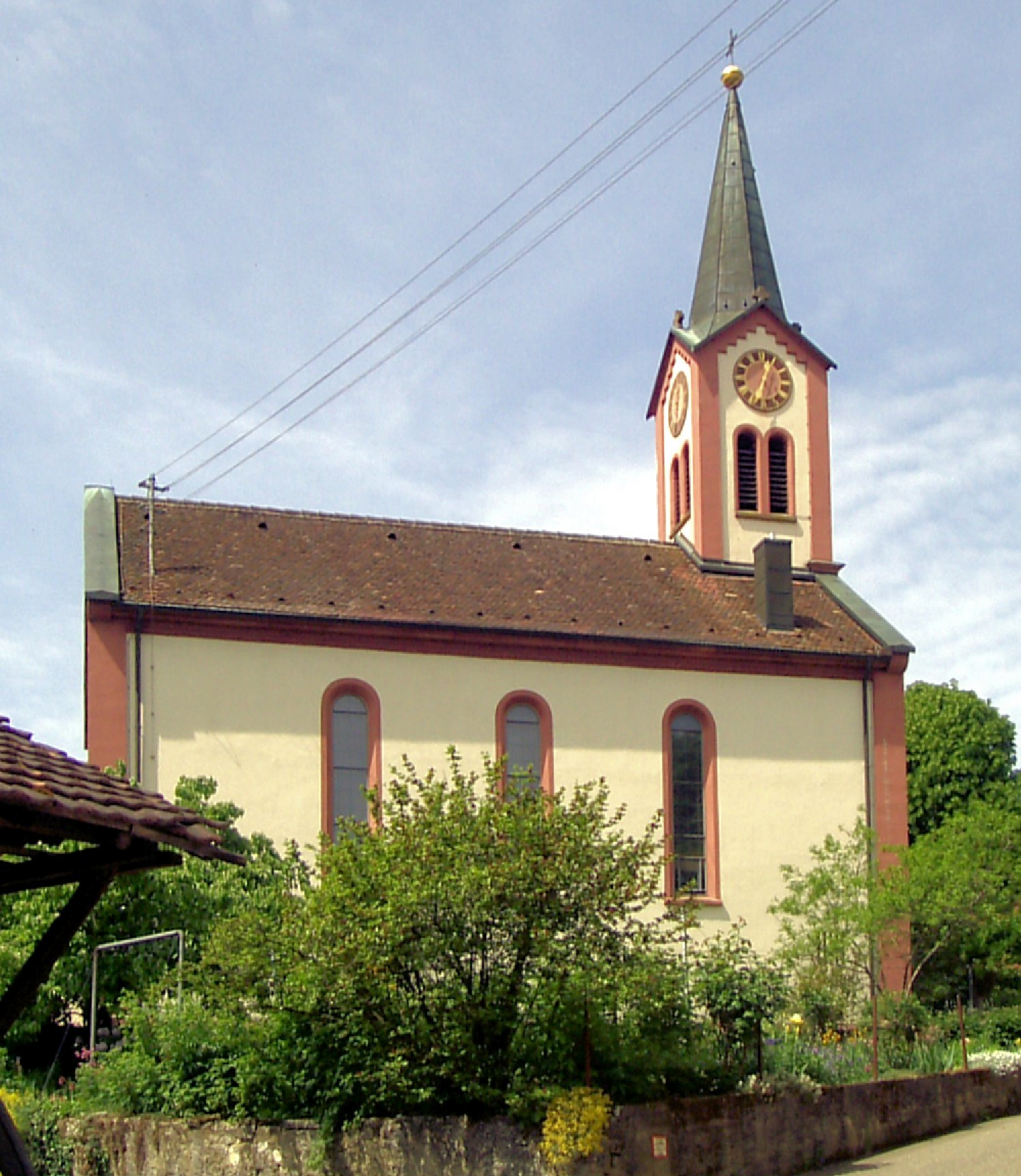
Evangelische Kirche Feuerbach
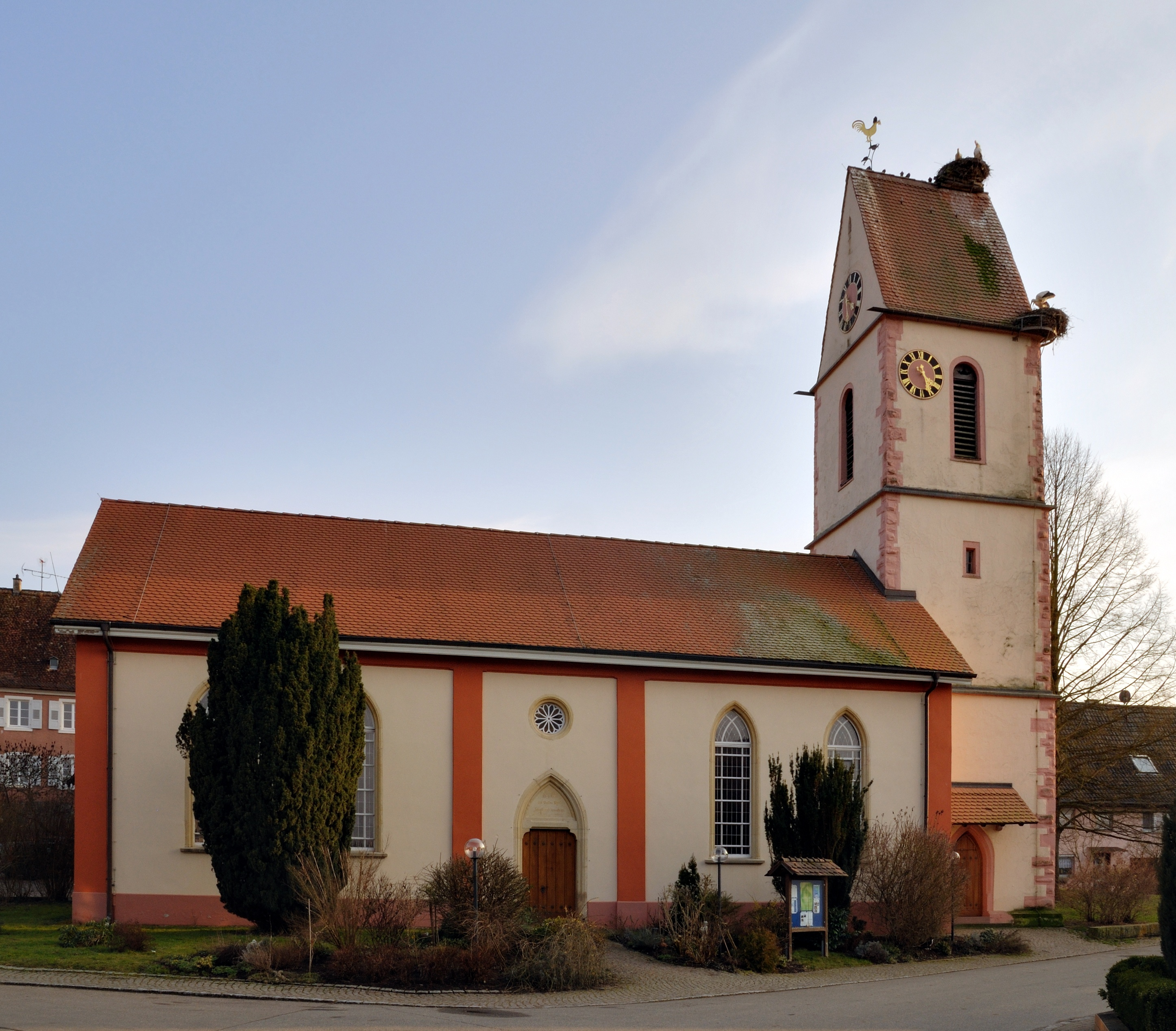
Evangelische Kirche Holzen
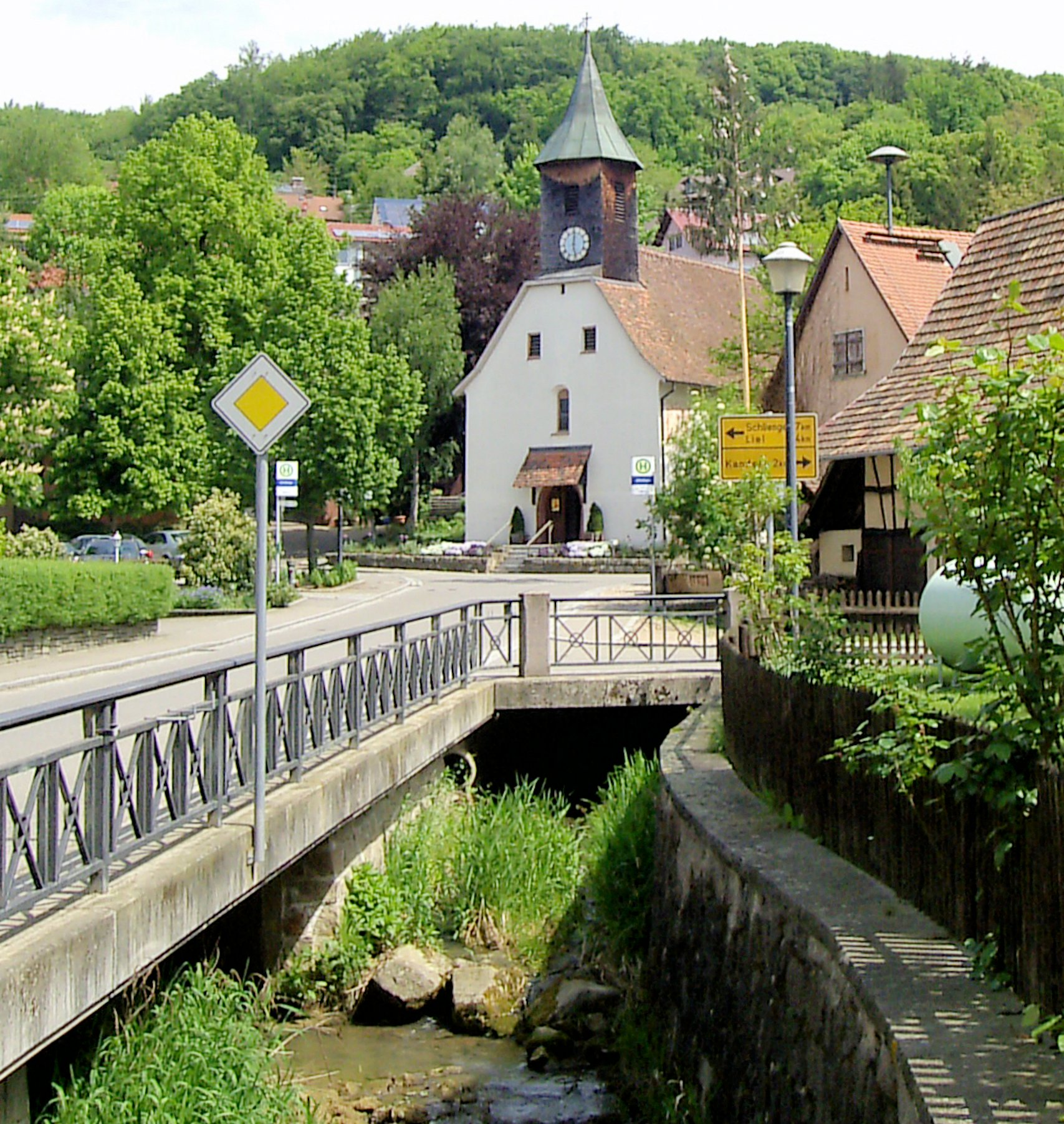
Evangelische Kirche Riedlingen
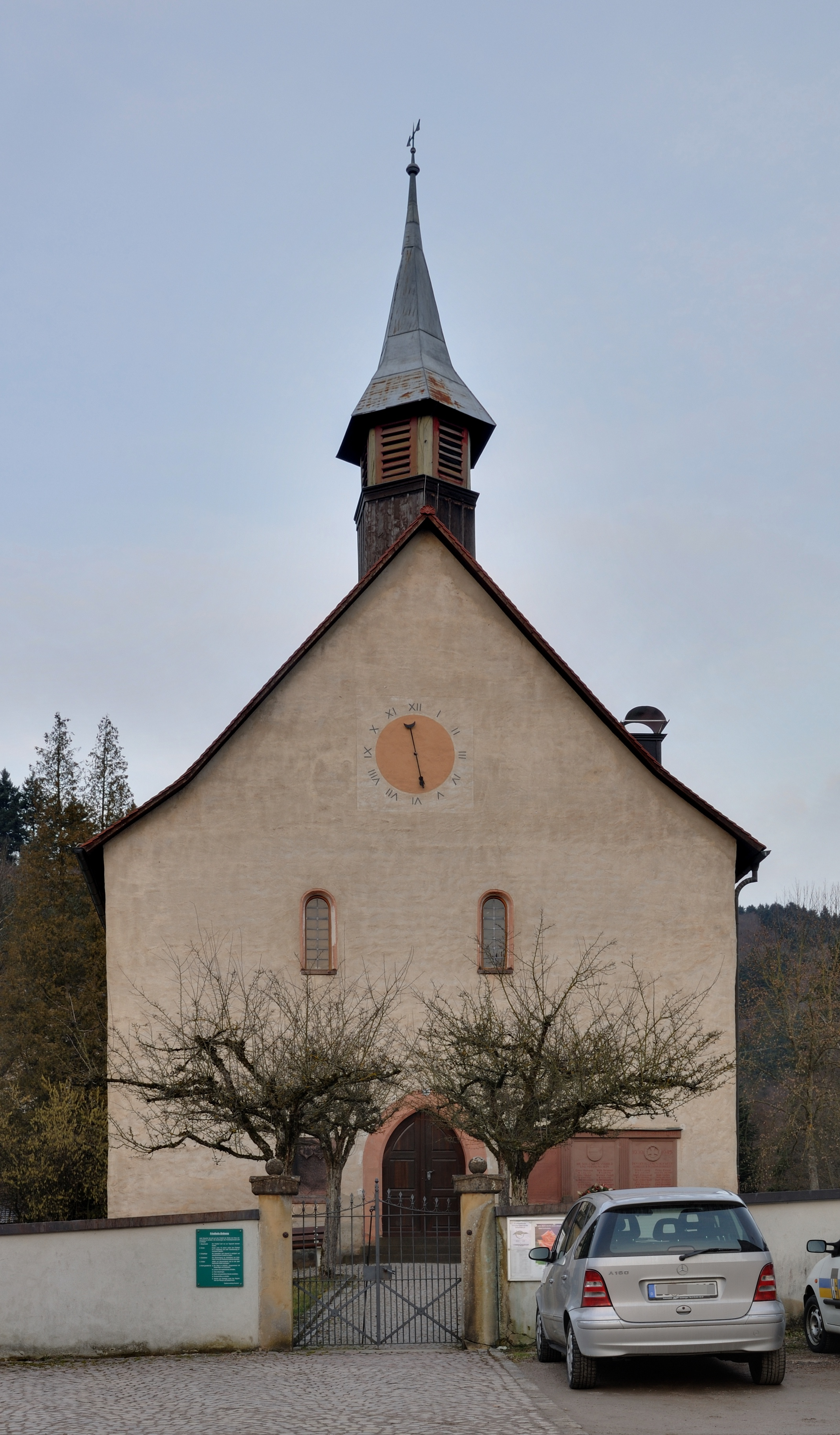
Evangelische Kirche Sitzenkirch
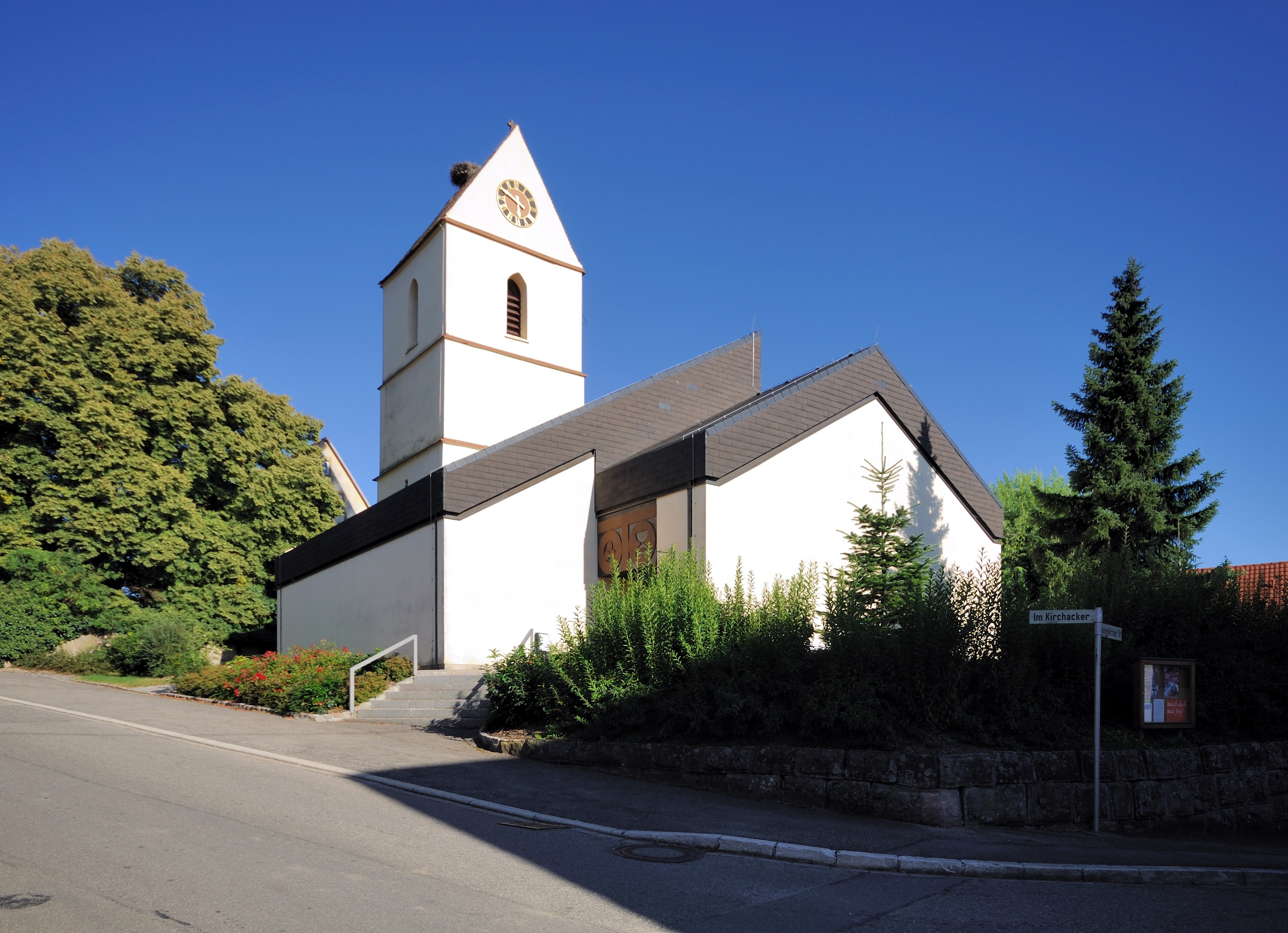
Evangelische Pfarrkirche Tannenkirch
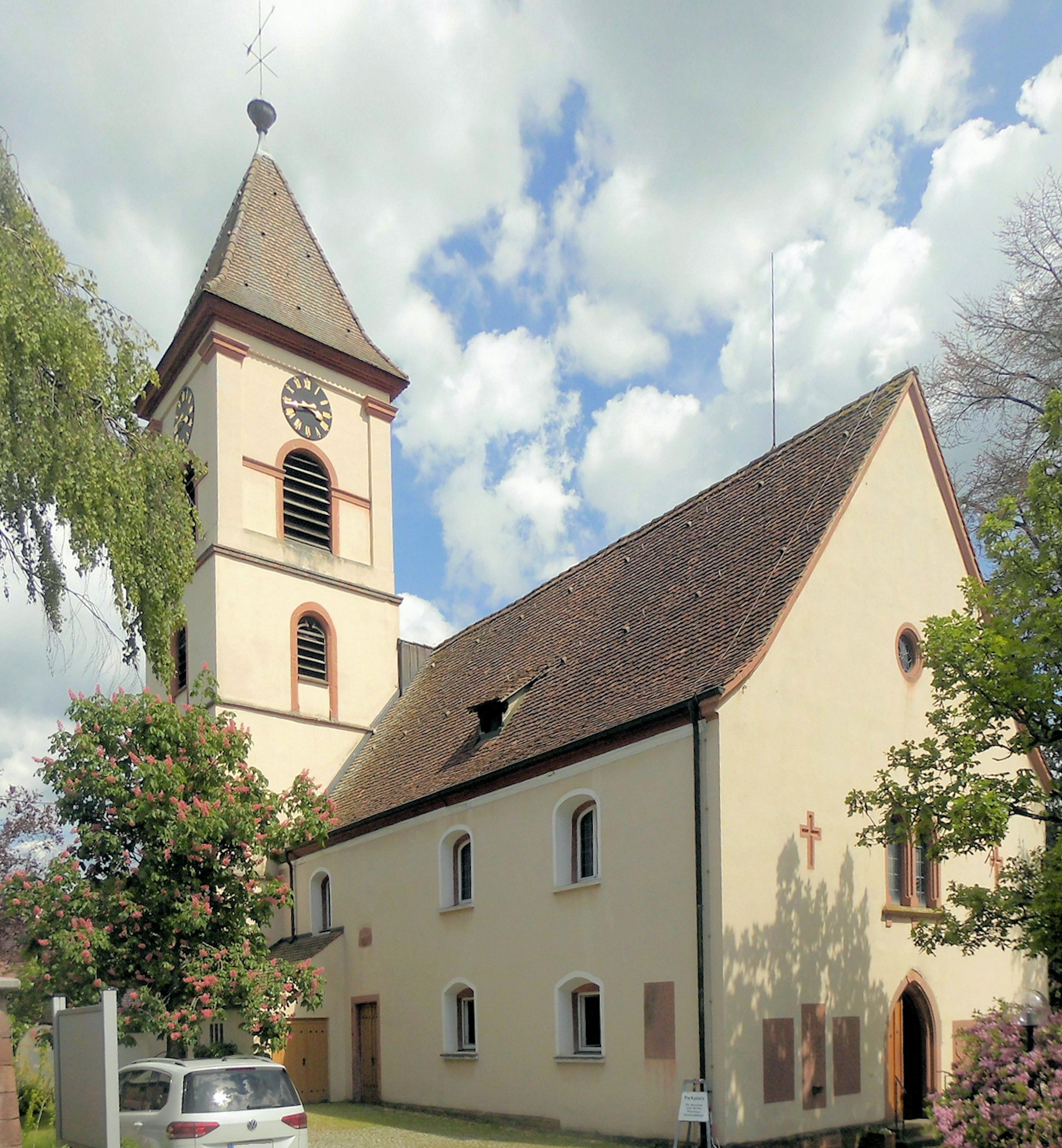
Evangelische Pfarrkirche Wollbach

## Politik
Die Stadt Kandern besteht aus den sieben Stadtteilen Feuerbach, Holzen, Kandern, Riedlingen, Sitzenkirch, Tannenkirch und Wollbach und 26 weiteren Dörfern, Höfen und Häusern. Die Stadtteile sind räumlich identisch mit den früheren Gemeinden gleichen Namens, ihre offizielle Benennung erfolgt durch vorangestellten Namen der Stadt und durch Bindestrich verbunden der Name des jeweiligen Stadtteils. Die Stadtteile bilden zugleich Wohnbezirke im Sinne der baden-württembergischen Gemeindeordnung und mit Ausnahme des Stadtteils Kandern Ortschaften im Sinne der baden-württembergischen Gemeindeordnung mit jeweils eigenem Ortschaftsrat und Ortsvorsteher als dessen Vorsitzender.

### Gemeinderat
Dem Gemeinderat gehören neben dem Bürgermeister als Vorsitzenden 18 Mitglieder an (2019: 21). Die Kommunalwahl vom 9. Juni 2024 führte bei einer Wahlbeteiligung von 67,0 % (2019: 63,2 %) zu folgendem Ergebnis (mit Vergleichszahlen voriger Wahlen):
| Partei / Liste  | Stimmenanteil | Sitze | Ergebnis 2019   | Ergebnis 2014   |
| CDU/Unabhängige | 26,7 %        | 5     | 24,8 %, 5 Sitze | 28,1 %, 5 Sitze |
| Freie Wähler    | 34,2 %        | 6     | 32,1 %, 7 Sitze | 35,4 %, 7 Sitze |
| SPD/Unabhängige | 20,5 %        | 4     | 20,2 %, 4 Sitze | 18,3 %, 3 Sitze |
| GRÜNE           | 18,3 %        | 3     | 22,9 %, 5 Sitze | 18,2 %, 3 Sitze |

### Bürgermeister
Nachfolgend die Bürgermeister seit der Stadterhebung 1810:

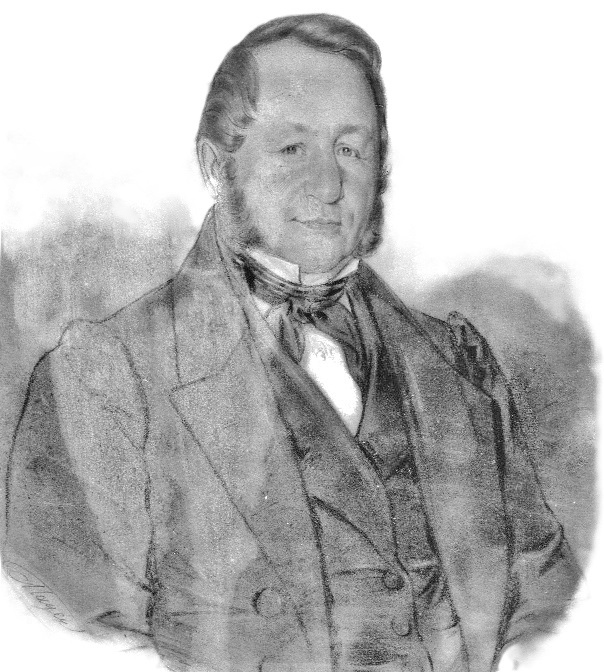
Johann Jakob Kammüller

| Amtszeit  | Name                                      |
| --------- | ----------------------------------------- |
| 1810–1814 | Christian Ludwig Kümmich                  |
| 1815–1822 | Johann Jakob Friedrich Zahn (Kaufmann)    |
| 1823–1830 | Johann Georg Schanzlin sen. (Sägemüller)  |
| 1830–1837 | Johann Jakob Friedrich Zahn (2. Amtszeit) |
| 1838–1840 | Johann Heinrich Ambühl (Kaufmann)         |
| 1840–1844 | Johann Georg Schanzlin                    |
| 1844–1848 | Johann Jakob Kammüller                    |
| 1848–1859 | Johann Georg Schanzlin (2. Amtszeit)      |
| 1859–1863 | Ludwig Lichtenberger (Kaufmann)           |
| 1863–1867 | Johann Jakob Kammüller (2. Amtszeit)      |
| 1867–1874 | Ernst Simon Müller (Müller)               |
| 1874–1878 | Ludwig Lichtenberger (2. Amtszeit)        |

| Amtszeit  | Name                                     |
| --------- | ---------------------------------------- |
| 1878–1896 | Karl Wilhelm Berner (Färber)             |
| 1896–1911 | Friedrich Kaiser (Blechner)              |
| 1911–1929 | Friedrich Götz (Apotheker)               |
| 1929–1946 | Richard Matter (Verwaltungsfachmann)     |
| 1946–1957 | Wilhelm Stump                            |
| 1957–1966 | Friedrich Kiefer (Rechtsreferendar; SPD) |
| 1966–1974 | Otto Rausch (SPD)                        |
| 1974–1989 | Erwin Fünfgeld (CDU)                     |
| 1989–1997 | Karl-Friedrich Klein (parteilos)         |
| 1997–2013 | Bernhard Winterhalter (CDU)              |
| 2013–2020 | Christian Renkert (CDU)                  |
| seit 2020 | Simone Penner (parteilos)                |

### Wappen

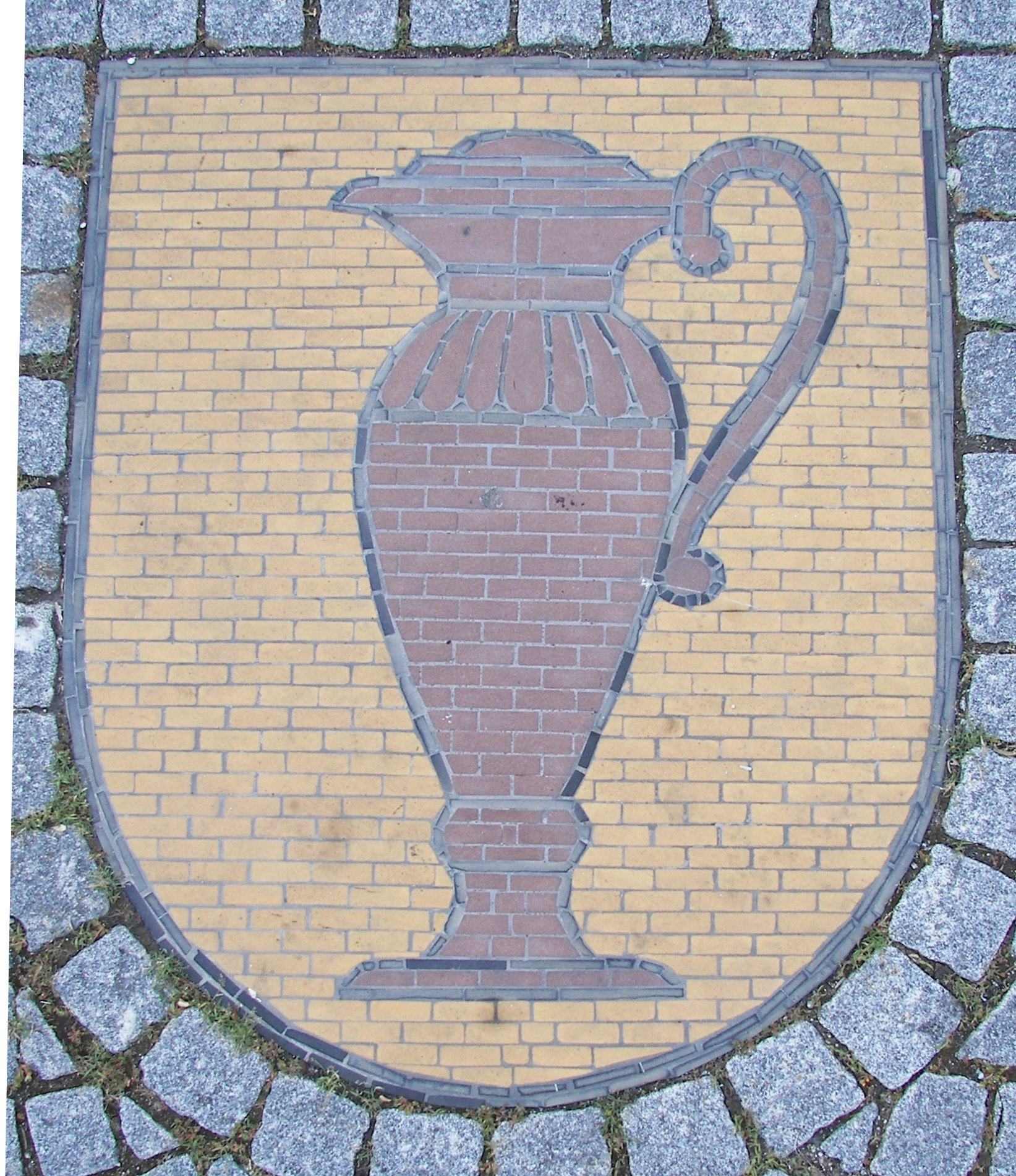
Das Wappen Kanderns auf dem Blumenplatz

Die Blasonierung des Wappens lautet: „In Gold eine rote Kanne mit Deckel.“ 1899 schlug das Generallandesarchiv Karlsruhe der Gemeinde das Wappen vor, wobei die Form der Kanne dem ältesten bekannten Siegelbild entnommen wurde. Der Gemeinderat nahm das Wappen damals an und behielt es nach der Neubildung der Stadt 1974 (Eingemeindung von sieben Umlandgemeinden) unverändert weiter.

### Städtepartnerschaft
- Kandern unterhält auf Grund der gemeinsamen Töpfereitradition seit 1985 partnerschaftliche Beziehungen zu Soufflenheim im Elsass in Frankreich.
- Ein Verein pflegt Kontakte zur kalifornischen Hauptstadt Sacramento, deren Entstehung mit dem gebürtigen Kanderner Johann August Sutter verbunden ist; eine offizielle Partnerschaft besteht nicht.

### Verwaltungsgemeinschaft
Die Stadt Kandern bildet mit der Gemeinde Malsburg-Marzell zur gemeinsamen Erledigung von Verwaltungsgeschäften eine Vereinbarte Verwaltungsgemeinschaft.

## Kultur und Sehenswürdigkeiten

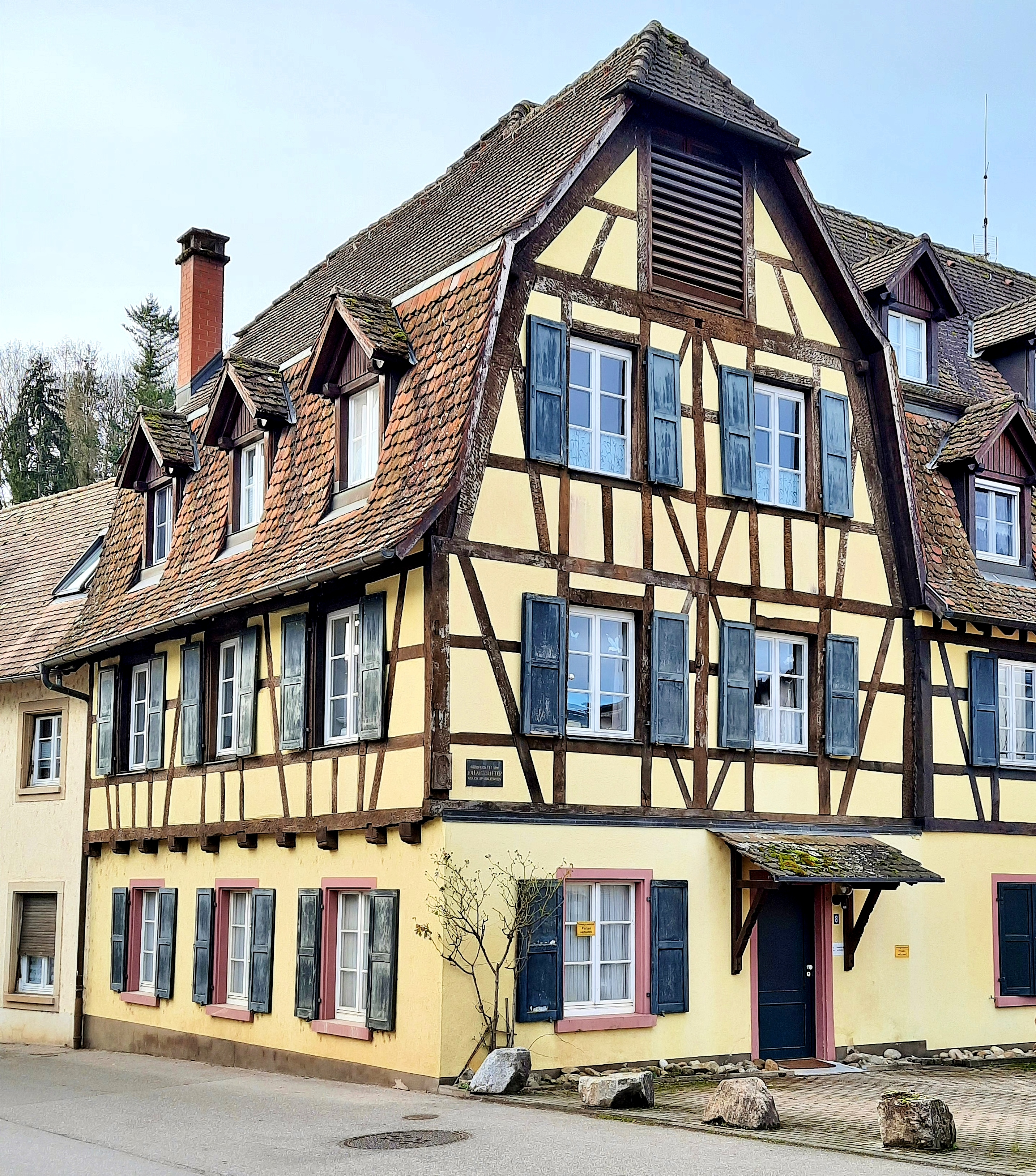
Geburtshaus von Johann August Sutter

### Museen
Kandern verfügt über ein Heimat- und Keramikmuseum. Hier befindet sich auch eine Kopie der „Goldenen Sau von Kandern“, ein Trinkgefäß als Tierfigur, das der badische Markgraf Georg Friedrich von Baden-Durlach 1605 dem Forsthaus Kandern gestiftet hatte. Das Gefäß fasst ca. 1,5 Liter. Damals wurde auch das Willkommbuch angelegt, in das sich jeder eintragen musste, der aus der Sau trank.

### Bauwerke
- Blumenplatz: ein von weitgehend einheitlichen, klassizistischen Reihenhäusern umrahmter Marktplatz
- Geburtshaus Johann August Sutters in der ehemaligen Papiermühle
- Von der Sausenburg aus dem 13. Jahrhundert sind heute noch Bergfried, Ringwall und einzelne Mauerreste vorhanden.
- Die evangelische Stadtkirche zeigt ein gutes Beispiel für den Klassizismus des Friedrich Weinbrenner. Sein Schüler Christoph Arnold agierte als Architekt des 1825–27 entstandenen Gebäudes. Der Turm steht auf der Vorderseite, ist aber eingerückt, so dass nur die Turmspitze aus dem Langhaus hervorragt. Die Vorderseite zeigt eine monumentale Rundbogennische, die u. a. den Haupteingang bereithält. Bemerkenswert auch der Innenraum, der durch zwei Säulenreihen in drei Schiffe gegliedert wurde. Dank dieser Konzeption darf der Innenraum zu den schönsten Werken des Weinbrenner-Klassizismus gezählt werden.
- Die Katholische Kirche St. Franz von Sales von 1860/61 ist die einzige katholische Kirche in der Stadt und deren Stadtteile.

### Natur

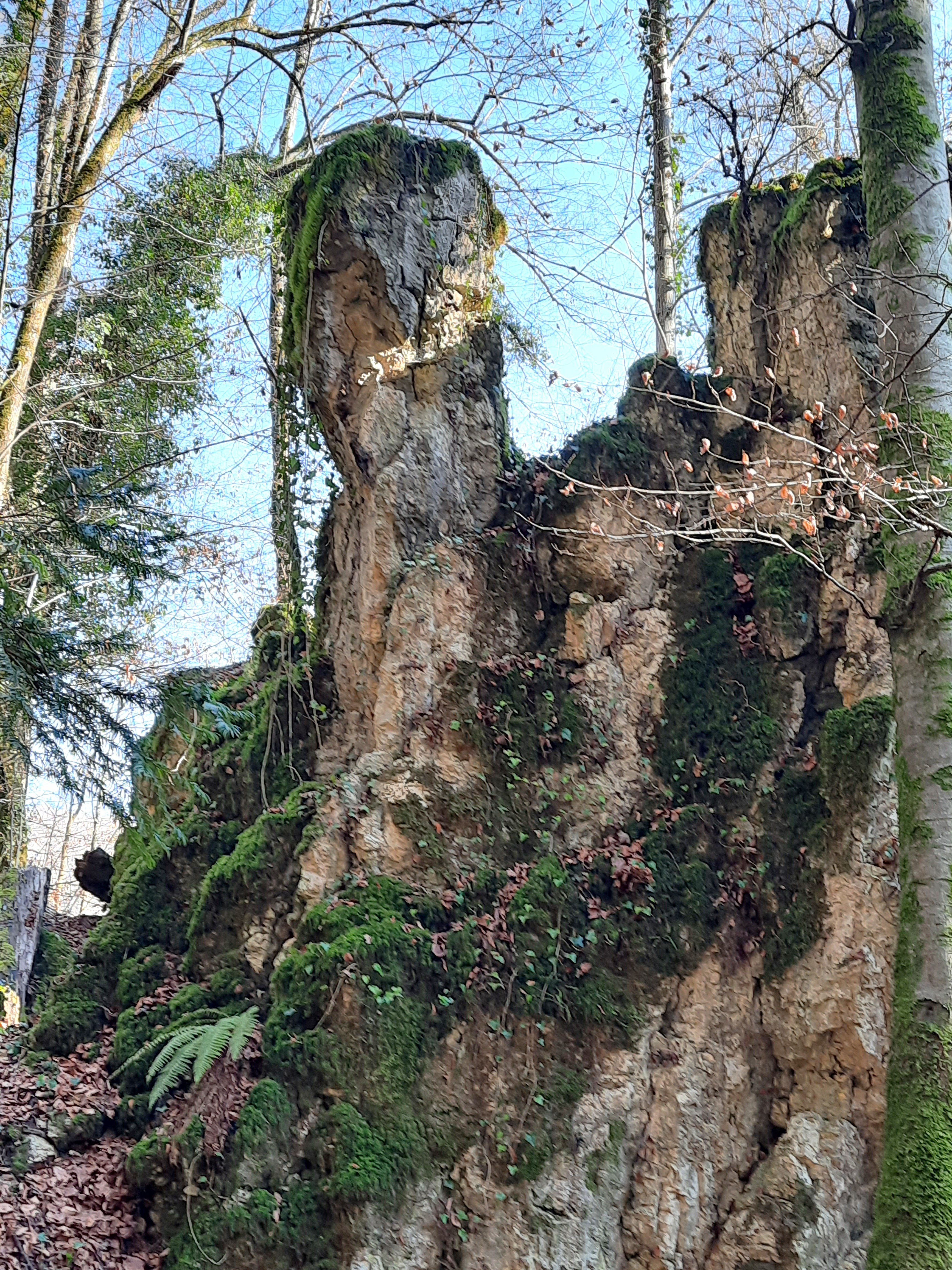
Wolfsschlucht

Die Wolfsschlucht ist eine Schlucht mit bizarren Felsformationen. Das Gebiet der Schlucht ist als baden-württembergisches Waldschutzgebiet (Schonwald) ausgewiesen, in dem auch zwei geschützte Biotope und ein Geotop liegen.
Der Walderlebnispfad Kandern ist ein 3,5 Kilometer langer Erlebnispfad mit 19 Stationen.
Im Stadtteil Holzen gibt es ein frei zugängliches Storchengehege.
Kandern hat Anteil an den Landschaftsschutzgebieten Kandertal und Blauen.

### Sonstiges
Der gemeinnützige Verein Kommunales Kino Kandern e. V. betreibt seit 2008 die früheren Blumen-Lichtspiele. Der Chanderner Rossmärt (Kanderner Pferdemarkt) findet jeweils Anfang Mai statt. Im September gibt es das Budefescht und den Töpfermarkt bei dem Keramiker aus ganz Deutschland und dem Ausland ihre Tonwaren ausstellen.
Westlich vom Ortskern Kandern befindet sich ein 18-Loch-Golfplatz. Der Platz wurde 1995 eröffnet und erstreckt sich nördlich und südlich der westlichen Zufahrtsstraße.

## Wirtschaft und Infrastruktur
Bis in das 19. Jahrhundert wurde in Kandern Bohnerz abgebaut. Heute lohnt sich dieser Abbau wirtschaftlich nicht mehr.
Aufgrund seiner Tonvorkommen gilt Kandern bis heute als Töpferstadt, auch wenn es die großen Unternehmen wie die Tonwerke Kandern, Tonwarenfabrik Ernst Kammüller und die Fayence-Manufactur Kandern GmbH heute nicht mehr gibt. Namhafte Keramiker wirkten hier (siehe Persönlichkeiten).

### Verkehr

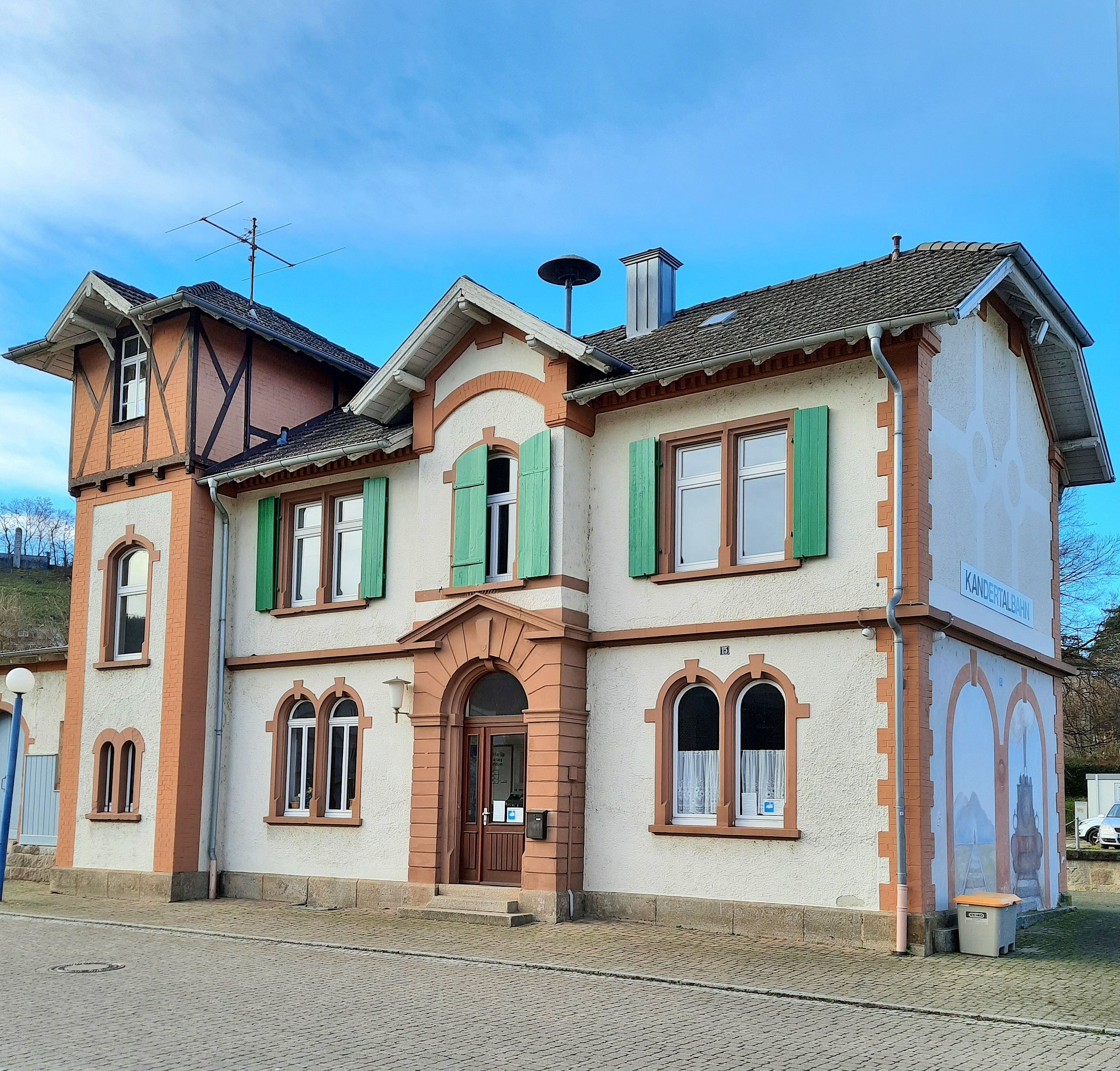
Bahnhof der Kandertalbahn

Auf der Strecke der früheren Kandertalbahn nach Haltingen verkehrt derzeit die Chanderli-Museumsbahn. Das Depot der Museumsbahn befindet sich in Kandern und kann besichtigt werden. Eine Initiative strebt allerdings die Integration dieser Strecke in das Netz der S-Bahn Basel an.
Der Südschwarzwald-Radweg führt als Rundweg von Hinterzarten über Waldshut-Tiengen, Lörrach und Freiburg rund um den Naturpark Südschwarzwald und durchquert dabei Kandern.
Kandern ist ein Knotenpunkt von drei Landstraßen. Die L 132, L 134 und L 135 kreuzen sich im Stadtgebiet, wobei die L 134 (Kandertalstraße) in 14 km Entfernung die Anschlussstelle Binzen/Dreispitz der Bundesautobahn  erreicht, mit Anschluss an die Bundesautobahn  und die Bundesstraße . Darüber hinaus gelangt man über die Lucke nach Lörrach oder über die Wittlinger Höhe (K 6344) zum Lörracher Ortsteil Haagen. Von Kandern nördlich über das obere Kandertal erreicht man über den Lipplepass die Gemeinde Kleines Wiesental sowie über den Egertenpass die Gemeinde Badenweiler.
Kandern ist im ÖPNV durch mehrere Buslinien des Regio Verkehrsverbundes Lörrach (RVL) erreichbar. Die Linien 1, 2 und 54 (Sausenberger) führen auf verschiedenen Routen zum Busbahnhof Lörrach, die Linie 55 über Weil am Rhein nach Basel, die Linie 204 über Schliengen nach Hertingen, die Linie 210 nach Malsburg-Marzell und die Linie 264 über Schliengen nach Müllheim.

### Bildung
Das August-Macke-Schulzentrum beherbergt eine Gemeinschaftsschule. Außerdem gibt es in der Kernstadt und in Tannenkirch je eine Grundschule. In Wollbach besteht neben einer Förderschule auch eine Außenstelle der Grundschule Kandern. Zusätzlich gibt es zwei kommunale und zwei evangelische Kindergärten sowie einen privaten Kindergarten mit Waldorfpädagogik.
Mit der Black Forest Academy (BFA) hat Kandern eine internationale Schule die nach nordamerikanischen Lehrplänen mit christlicher Weltsicht unterrichtet.

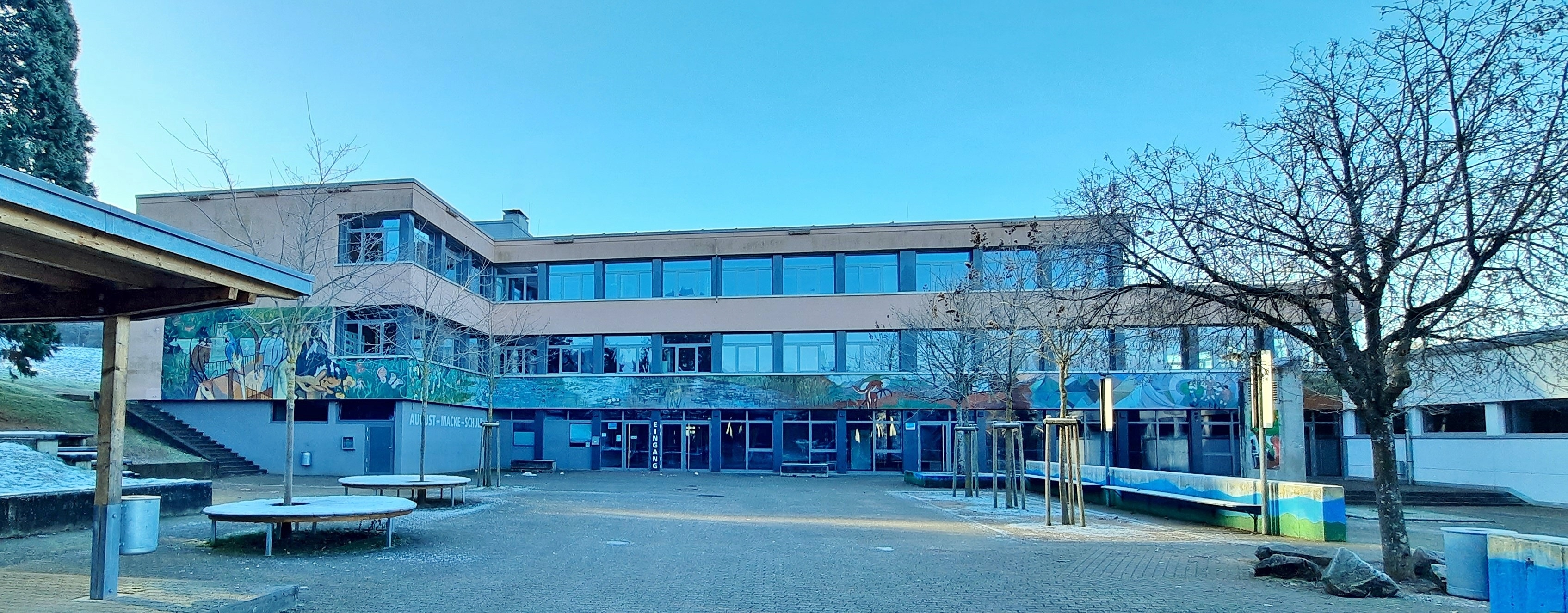
August-Macke-Schule
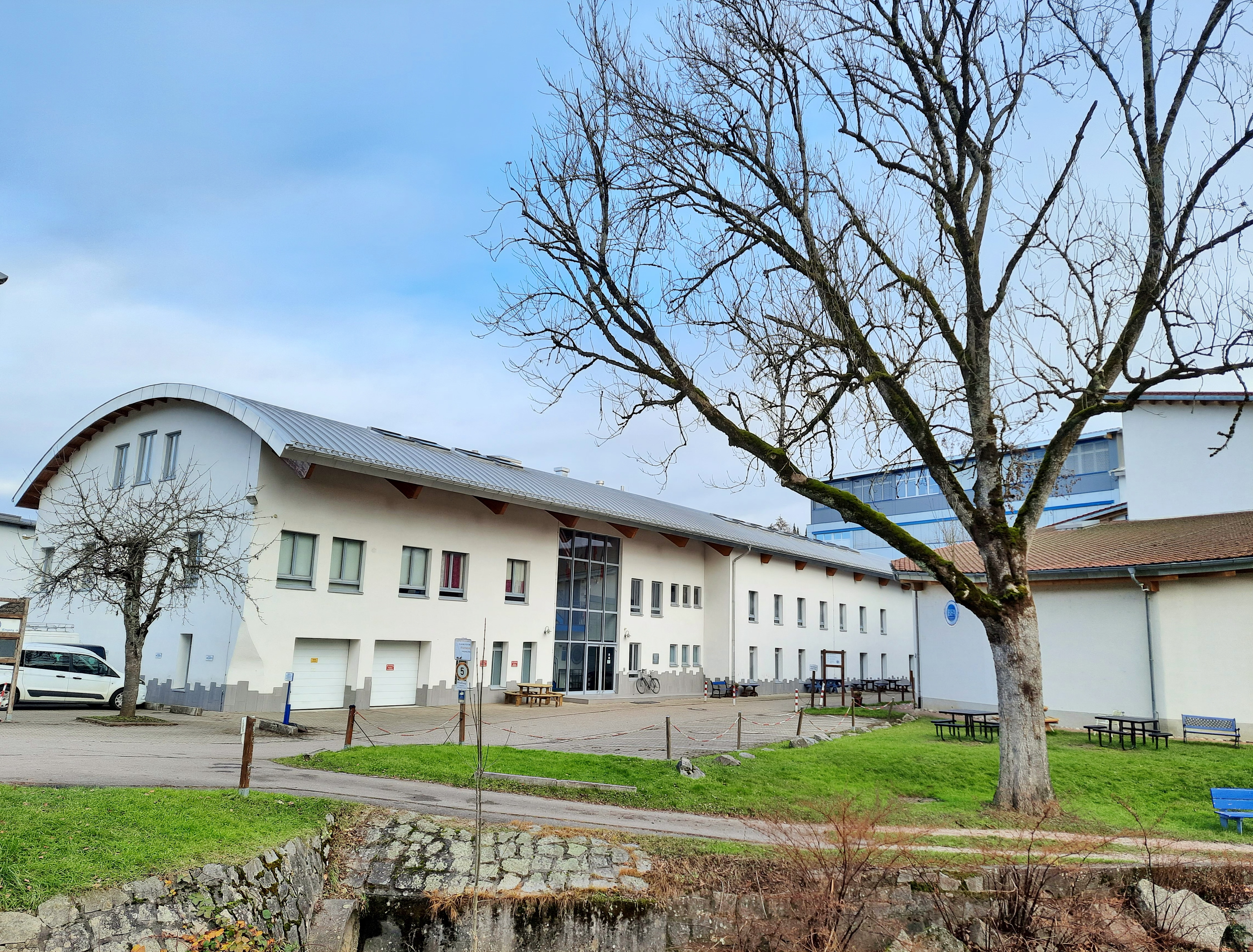
Black Forest Academy

## Persönlichkeiten

### Söhne und Töchter der Stadt

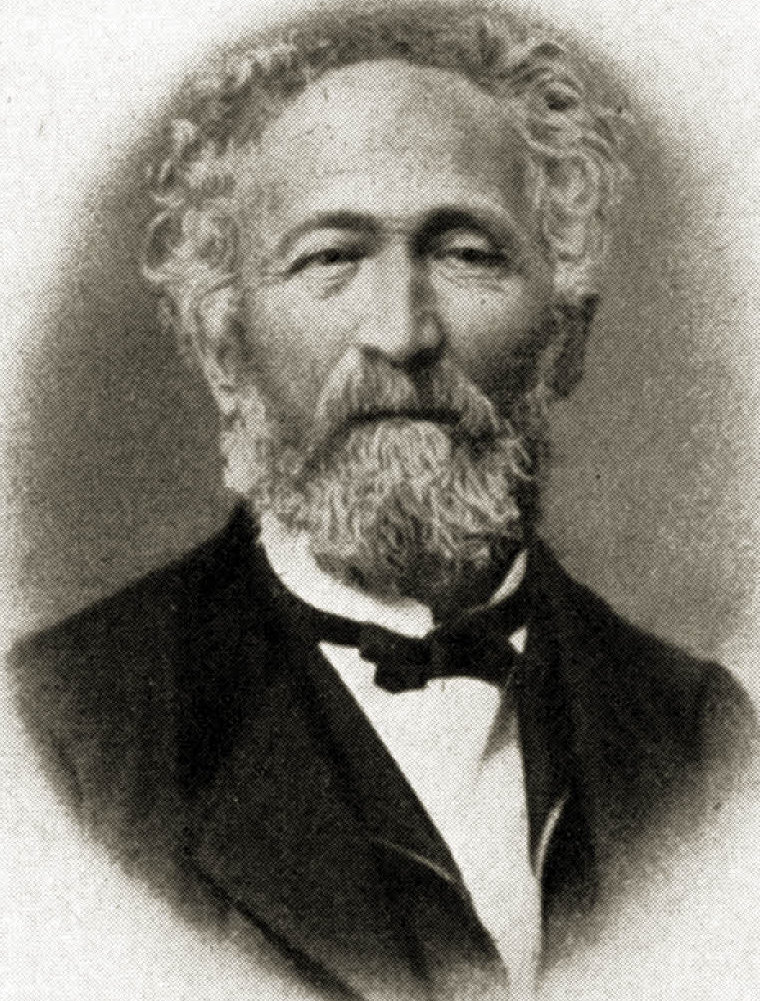
Karl Christian Mez

- Johann Michael Brodhag (1766–1837), Dr., Arzt, Amtsphysikus
- Johann August Sutter (1803–1880), auch bekannt als „Kaiser von Kalifornien“, US-amerikanisch-schweizerischer Siedlungspionier
- Ernst Friedrich Fink (1806–1863), evangelischer Geistlicher
- Johann Jakob Kammüller (1803–1867), Bürgermeister und Abgeordneter in der badischen verfassunggebenden Versammlung von 1849.
- Carl Mez (1808–1877), Industrieller und Politiker (Mitglied der Frankfurter Nationalversammlung, Mitglied des Landtags in Baden)
- Johann Georg Schanzlin (1810–1881), Mitglied des Landtags in Baden, Bürgermeister von Kandern und Unternehmer
- Karl Berner (1863–1941), Lehrer, Schriftsteller, Dichter
- Wilhelm Stump (1890–1963), Politiker (SPD)
- Volker G. Scheer (* 1940), Heimatforscher, Chronist und langjähriger Stadtrat

### Persönlichkeiten, die vor Ort gewirkt haben

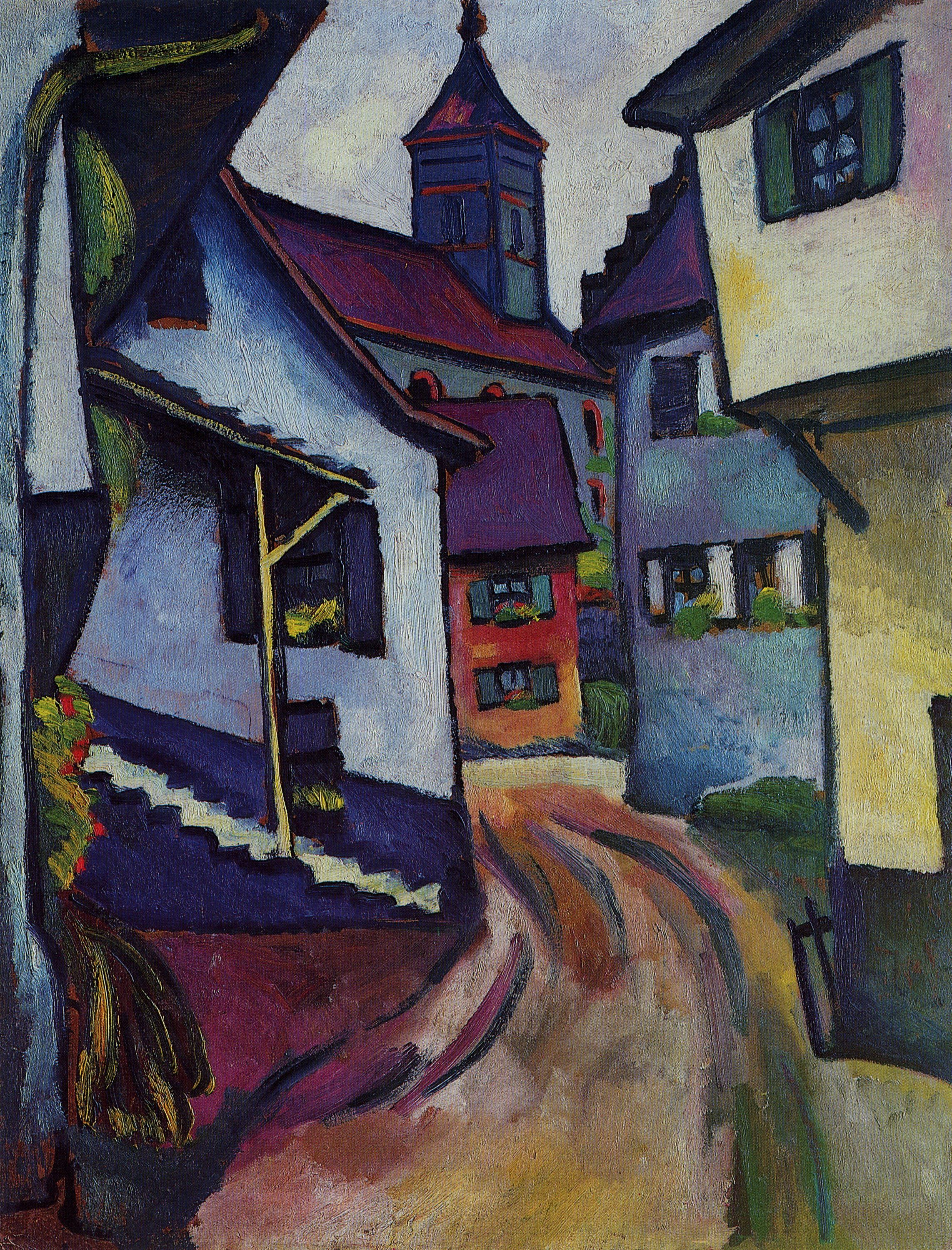
Straße mit Kirche in Kandern von August Macke

- Karl Köllner (1790–1853), Sozialpädagoge und Pietist; gründete in Sitzenkirch ein Heim für verwahrloste Kinder
- Adolf Kußmaul (1822–1902), Arzt und Medizinpionier, praktizierte um 1850 bis 1853 in Kandern
- Max Laeuger (1864–1952), Keramiker, der in Kandern wirkte, Kunstprofessor und Gartenarchitekt
- August Macke (1887–1914), Maler des Expressionismus, war öfter längere Zeit in Kandern zu Besuch und schuf hier auch bedeutende Gemälde[61]
- Albert Eisele (1890–1971), Lehrer und Heimatforscher
- Richard Bampi (1896–1965), Keramiker und Maler, der in Kandern wirkte
- Max Böhlen (1902–1971), Maler, der seit 1939 in Kandern-Egerten lebte und malte
- Paul Hübner (1915–2003), Maler und Schriftsteller
- Gerd-Klaus Kaltenbrunner (1939–2011), österreichischer Schriftsteller und Philosoph
- Horst Kerstan (1941–2005), Keramiker, der in Kandern wirkte[62]
- Konrad Winzer (* 1955), Bildhauer
- Christian Lais (* 1963), deutscher Schlager-, Pop- und Volksmusiker aus Kandern im Schwarzwald